# Belgium történelme
Belgium történelme az őskortól egészen napjainkig szorosan összekapcsolódik a németalföldi régió, illetve szomszédai, Hollandia és Luxemburg történelmével. Egészen a 19. századig Belgium területén kisebb-nagyobb grófságok-hercegségek léteztek, amelyek a szomszédos nagyhatalmak, Franciaország és a Német-római Birodalom befolyási övezetébe tartoztak. A francia forradalmi hadsereg csapatai 1794-ben elfoglalták ezen államokat és teljesen beolvasztották Franciaországba. Napóleon császár vereségét követően a mai Belgium az Egyesült Holland Királyság része lett, és csak 1830-ban, a belga szabadságharc győzelmét követően önállósodott az ország.
Az első világháború alatt részben, a második világháború alatt teljesen megszállták az országot a németek, a felszabadulás után Belgium egyik alapító tagja volt a NATO-nak, majd az európai közösségeknek, és Brüsszelben található mindkét nemzetközi szervezet központja is. Belgium területén keresztül húzódik a germán és az újlatin nyelveket beszélő népcsoportokat elválasztó képzeletbeli határvonal. Az országban ennek megfelelően két nagy nyelvi-kulturális közösség, a francia ajkú vallon és a holland nyelv dialektusának tekintett flamand él, illetve az ország keleti részén található egy jelentősebb német kisebbség.

## Őskor

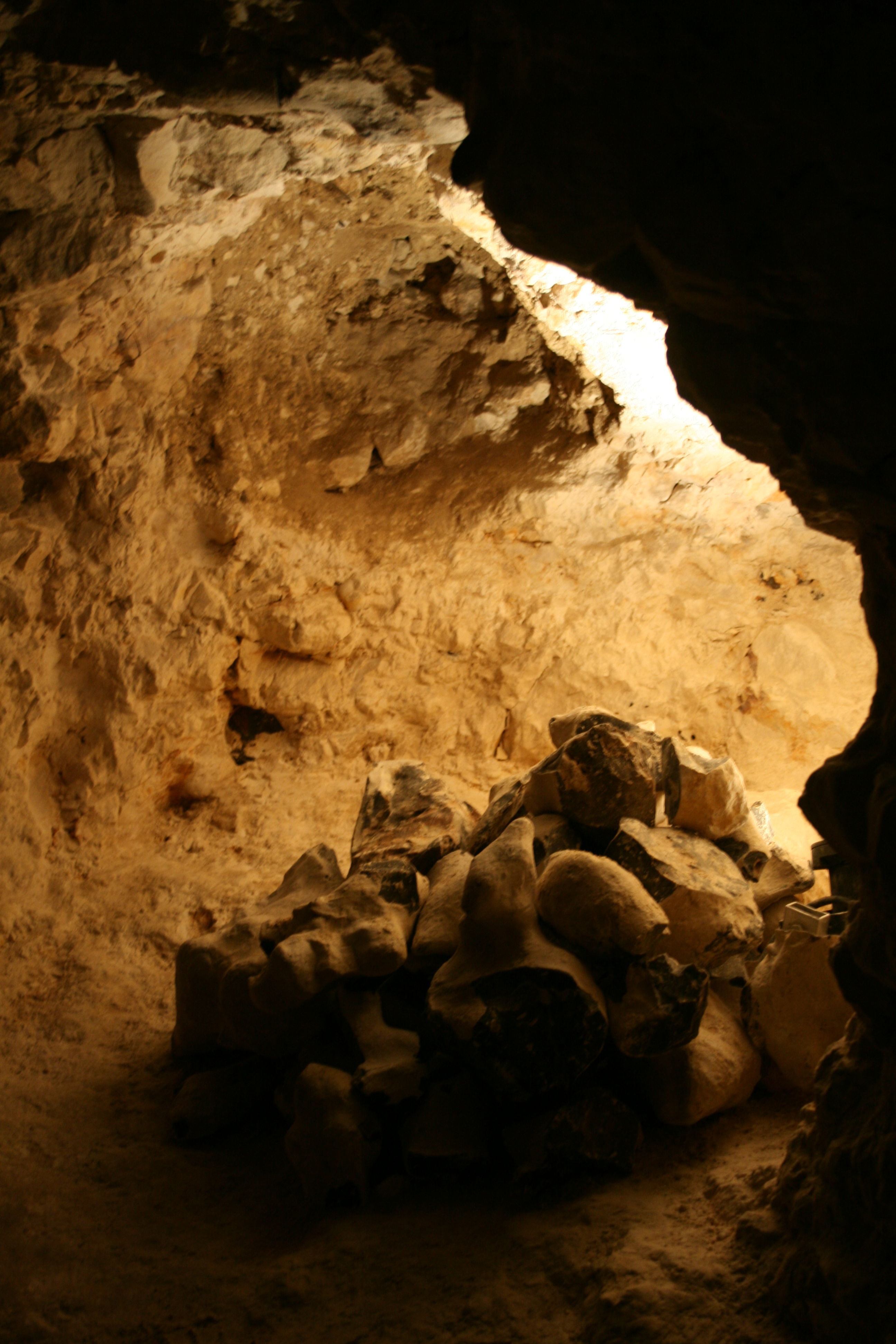
Kovakőbánya tárnája Spiennes közelében – az UNESCO világörökség része

Belgium legelső lakosai mintegy 800 000 évvel ezelőtt éltek ezen a területen, a Hallembaye környékén folytatott ásatások tanúsága szerint. 400 000 évvel ezelőtt a Maas (Meuse) folyó völgyében telepedtek le ősemberek.
Kr. e. 250 000-35 000 között neandervölgyi emberek (Homo neanderthalensis) telepedtek le a mai Spy falu közelében.
Kr. e. 30 000 évvel ezelőtt a neandervölgyieket kiszorították a modern emberek (Homo sapiens) első képviselői. újkőkorszaki szerszámok maradványait tárták fel Spiennes közelében, ahol ma az UNESCO világörökségeként számon tartott kovakőbánya működött.
Kr. e. 1750 körül jelentek meg az első bronzkori települések ezen a területen, majd Kr. e. 500 körül települtek ide az első kelta törzsek, amelyek már élénk kereskedést folytattak a mediterrán térséggel. Kr. e. 150-ből származik az első, Belgium területén feltárt pénzérme.
A térség első ismert lakosai a belga törzsek (Belgae) tagjai voltak, akikről aztán később a függetlenség elnyerése után az ország a nevét kapta. A törzs szállásterülete a korabeli kelta szállásterület északi részére terjedt ki, és a római hódítás idején Gallia északi részét foglalta el.
Az északi belga és a délebbi kelta törzsek közti pontos rokonság nem ismert, de előbbieket nem a kelta törzsek között tartották számon. A római hódítást megelőzően vagy azzal nagyjából egy időben germán törzsek érkeztek északról és keletről erre a területre – erről az eseményről maga Julius Caesar is megemlékezett Commentarii de bello Gallico című művében – és ettől fogva a germán befolyás volt a meghatározó. Nyelvészeti kutatások alapján a belga törzsek egy, az indoeurópai nyelvcsaládba tartozó nyelvet („Nordwestblock”) beszéltek, amely átmenetet képezett a kelta és a germán nyelvek között.

## Ókor – a római hódítás

Gallia térképe a római hódítás idejéből

Kr. e. 54-ben a belga területeket Julius Caesar foglalta el, amint azt a gall háborúkról szóló művében (Commentarii de bello Gallico) is leírta. Ugyanebben a művében Caesar úgy utalt a belgákra, mint a gallok között legbátrabb törzsre („horum omnium fortissimi sunt belgae”).
Caesar így jellemezte a belgákat,„Gallia területe a maga egészében három részre oszlik: az egyiket a belgák lakják, a másikat az aquitanusok, a harmadikat az a nép, amelynek anyanyelvén kelta, a miénken gall a neve. Nyelvük, intézményeik és törvényeik különböznek. …Valamennyiük közül a belgák a legharciasabbak: ők esnek legtávolabb gazdaságilag és erkölcsileg fejlett provinciánktól; feléjük járnak ritkábban a kereskedők, tehát nemigen jut el hozzájuk olyasmi, ami kényelemszeretővé teszi az embert; s végül mert tőszomszédai a Rhenuson (Rajna) túl lakó germánoknak, akik örökösen háborúznak. Ugyanez az oka annak is, hogy a helvétek meg a többi galliait múlják felül bátorságban: szinte nap mint nap összetűznek a germánokkal, vagy saját földjeiket védelmezik ellenük, vagy maguk vezetnek hadjáratot amazok területére.”
A római uralom ellen Ambiorix, az eburók vezetője indított felkelést, amely kezdetben jelentős sikerekkel járt – egy teljes római légiót sikerült megsemmisíteniük, de Caesar személyes beavatkozása nyomán a felkelést leverték és a törzset szinte teljesen elpusztították.
A megszállt területen előbb Gallia Comata néven alapított Caesar provinciát, majd később ezt a könnyebb kormányozhatóság érdekében kisebb részekre osztották. Ekkor alakult meg Gallia Belgica néven a római provinicia, amely a modern Belgiumnál lényegesen nagyobb területet foglalt el: ide tartozott Nemetacum (Arras), Divodurum (Metz), Bagacum (Bavay), Aduatuca (Tongeren) és Durocorturum (Reims) városa is. A belga provinciától északkeletre feküdt Germania Inferior, amelynek jelentős városai Traiectum ad Mosam (Maastricht), Ulpia Noviomagus (Nijmegen), Colonia Ulpia Trajana (Xanten) and Colonia Agrippina (Köln) voltak.
A római uralom alatt a kereskedelem és a gazdálkodás felvirágzott, köszönhetően a római légiók által biztosított békének és a provinciát a birodalom más részeivel összekötő utaknak.

## Kora középkor

### Politikai fejlődés

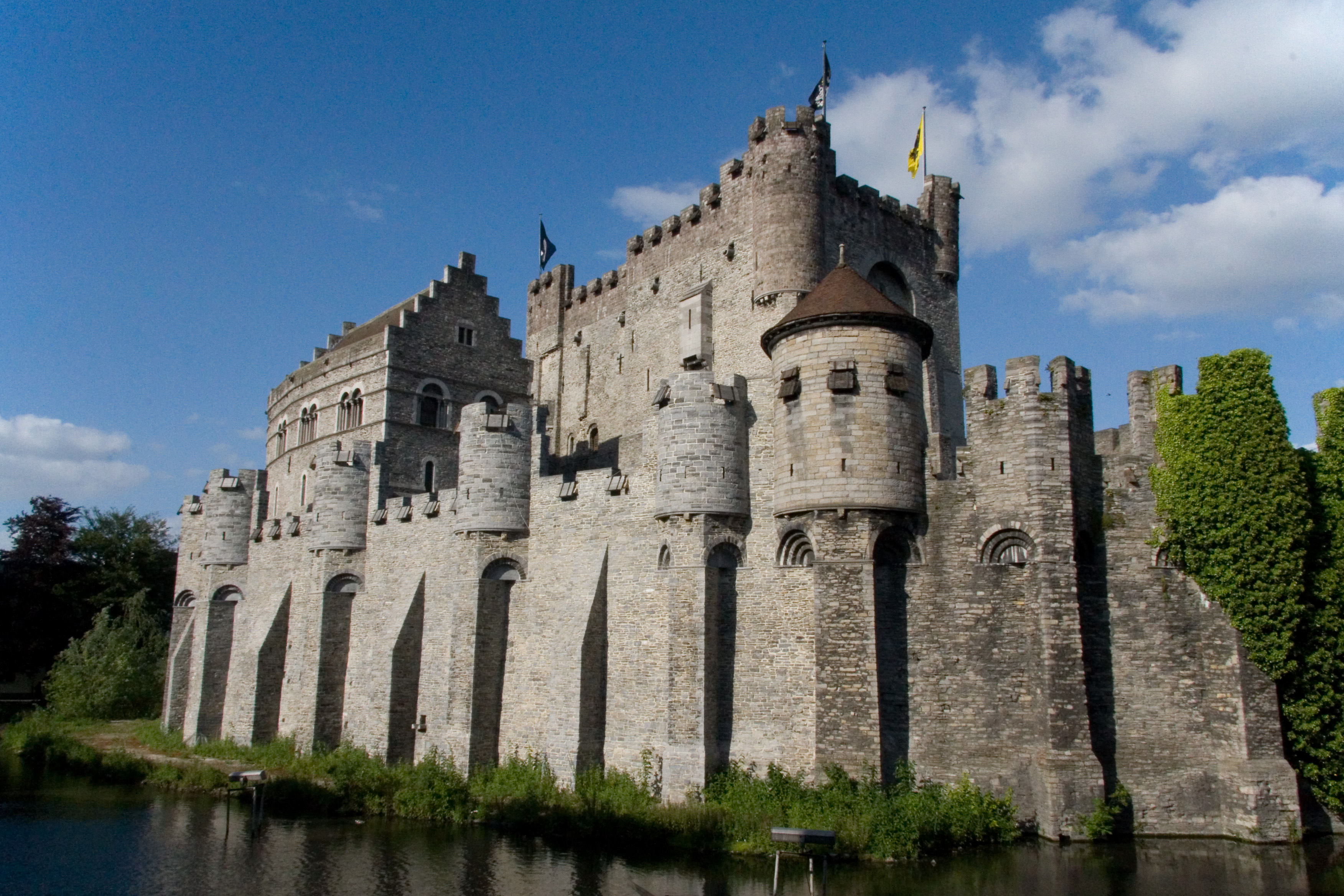
A flamand grófok vára Gent városában

A Római Birodalom válsága miatt előbb 406-ban vandálok, az alánok és a szvébek keltek át a befagyott Rajna folyón és időlegesen megszállták Galliát, ekkor azonban még sikerült a római fennhatóságot visszaállítani. Galliában a római uralom végleg 486-ban ért véget, amikor a frankok legyőzték az utolsó római helytartót, Syagriust.
A frank hódítás után a Meroving-dinasztia, I. Klodvig vezetésével hozta létre a frank királyságot, amelynek központja Észak-Franciaországban volt, és magában foglalta Belgium területét is. Klodvig felvette a keresztény hitet és védelme alatt ír szerzetesek érkeztek a királyságba, akik megkezdték a pogány lakosság keresztény hitre térítését.
A Meroving királyokat hamarosan a Karoling-ház uralma követte. A dinasztia központja és legnagyobb királyának, Nagy Károlynak szülőhelye a mai Belgium területén, Liège városához közel, Herstal vagy Jupille településen volt. Nagy Károly hódításai révén a frank uralom kiterjedt Nyugat-Európa nagy részére, és 800-ban III. Leó pápa a Szent Római Birodalom császárává koronázta Aachenben.
Nagy Károly utódai több alkalommal is felosztották egymást között a Frank Birodalmat, először a 840-ben aláírt verduni szerződésben. A lassan kialakuló államok közül a mai Belgium területe előbb a Lotaringiai Királysághoz került, majd annak feldarabolása után számos kisebb hercegség és grófság alakult ki, részben a francia királyok, részben a Német-római Birodalom hűbéreseiként, bár a német-római császárok a 11–12. századra minden tényleges fennhatóságot elvesztettek e területek felett.
A 12. századra az alábbi önálló feudális államok alakultak a mai Belgium területén:
- Flamand grófság
- Namuri Őrgrófság
- Brabanti Hercegség
- Hainaut-i grófság
- Limburgi Hercegség
- Luxemburgi Hercegség
- Liège-i Püspökség

### Gazdaság, kultúra

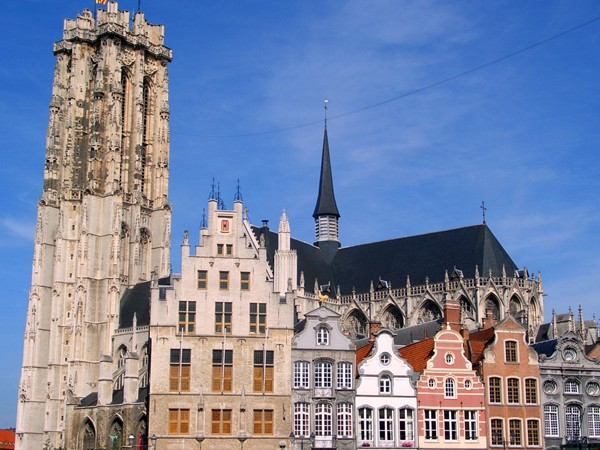
A mecheleni Szt. Romboud-katedrális a késő gótikus stílus egyik kiemelkedő emléke, az UNESCO világörökségének része

A 11–12. század során a németalföldi területeken virágzásnak indultak a művészetek, közülük kiemelkedik a festészet, illetve a falikárpit-készítés. A legjelentősebb központok Köln, Trier, Liège, Maastricht és Aachen városában voltak. Ebből a korszakból fennmaradt jelentős művészeti alkotások a Háromkirályok kápolnája a kölni katedrálisban, Renier de Huy keresztelőmedencéje a Liège-i Notre-Dame-aux-Fonts templomban, Szent Remakulusz kegyhelye Stavelot-ban és Szent Szerváciusz kegyhelye Maastrichtban.
A 13–14. század során a feudális államok széttagoltsága miatt egységes belga történelemről még nem beszélhetünk, de néhány jelentős mozzanat az egész németalföldi térség későbbi fejlődését nagymértékben meghatározta. Ezek a következők voltak:
- Számos város elnyerte függetlenségét, mint például Lille, Kortrijk, Ypres, Brugge, Gent, Brüsszel, Antwerpen, Mechelen.
- A courtrai-i csata során a flamand városok serege legyőzte a francia király lovagseregét, ezzel elejét véve a további északi irányú terjeszkedésnek, illetve újabb lökést adva a városok függetlenségi törekvéseinek.
- Mivel a fenti csatában a flamand kézművesek tagjaiból szervezett csapatok jelentős szerepet játszottak, a céhek vezetőinek sikerült egyre nagyobb befolyásra szert tenni a flamand városok vezetésében (amely korábban kizárólag a gazdag kereskedők kezében volt). Gentben például a 26 tanácsnoki helyből 20-at szereztek meg.
- Lecsapolták a tenger melletti, alacsonyan fekvő területeket és ezzel nagy lendületet adtak a mezőgazdaság fejlődésének.[3]
- A mocsaras vidékek lecsapolása révén jelentős területeken indult meg a juhtartás, illetve a gyapjú feldolgozása. Ypres környékén kiterjedt lenültetvényeket létesítettek, mindez elősegítette a németalföldi textilipar felvirágzását.
- Jelentős kereskedelem indult be a Hanza-városokkal, illetve Angliával és Skóciával, ahonnan a flamand kereskedők nyersanyagot szereztek be és ahová készárujukat adták el.
- A gazdag, önálló városok díszes katedrálisok, városházák és harangtornyok építésével is igyekeztek státuszukat hirdetni – ezek közül ma sok az UNESCO világörökség része

## Burgundi- és Habsburg-Németalföld (1433–1794)

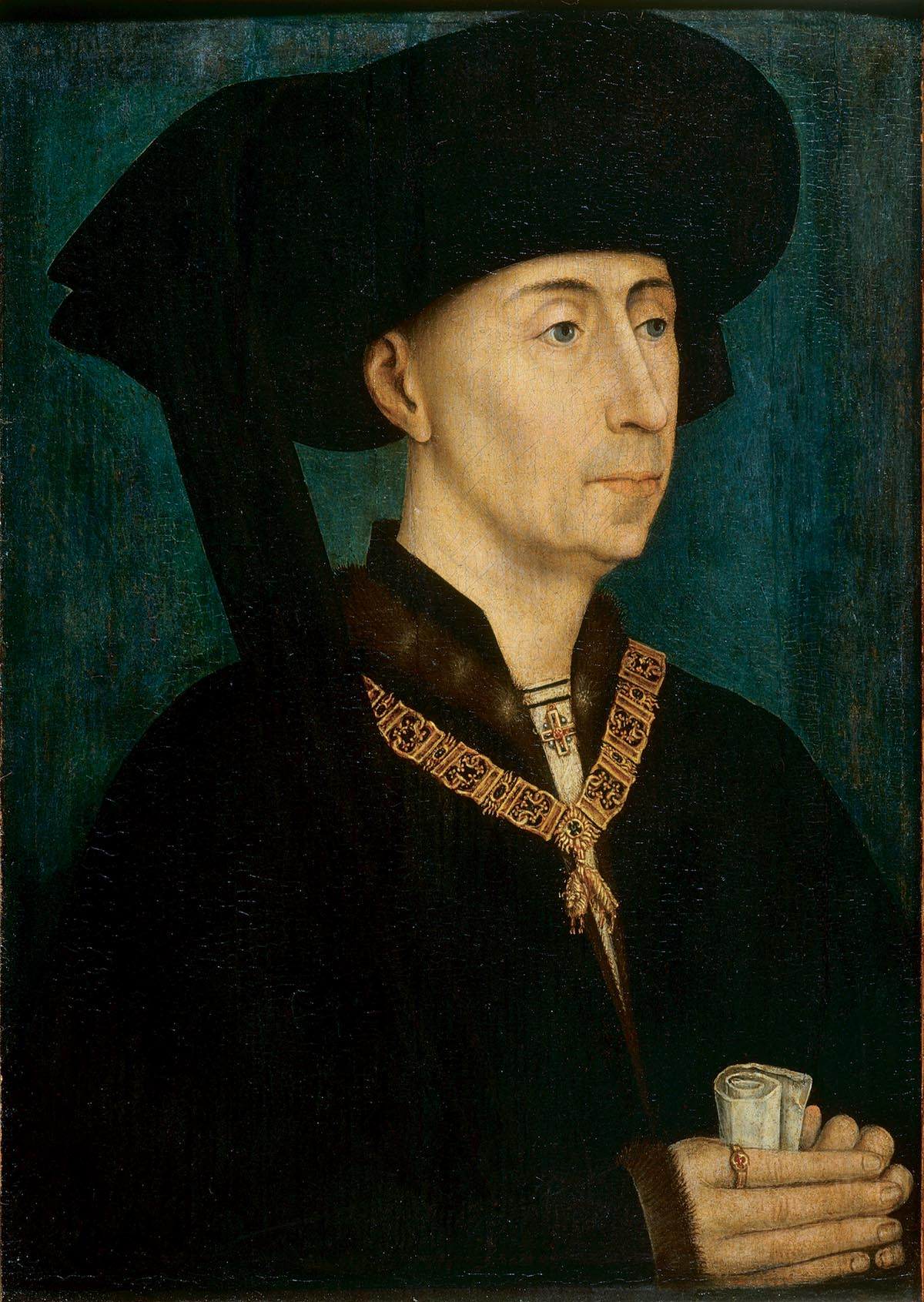
Jó Fülöp burgundi herceg, festette 1450 körül Rogier van der Weyden

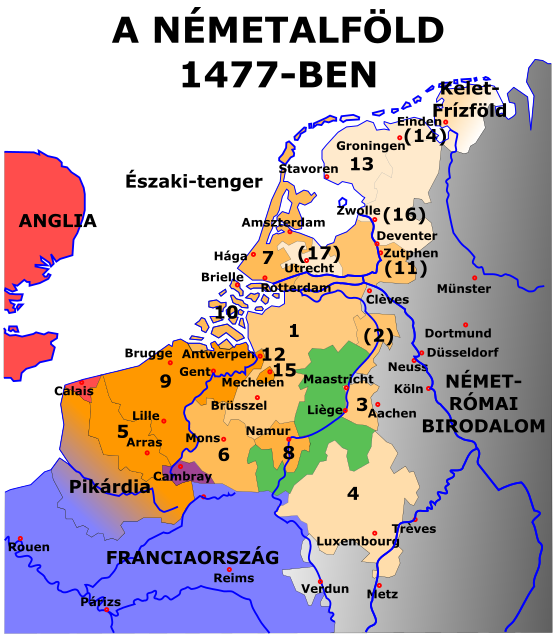
Németalföld térképe a 15. században

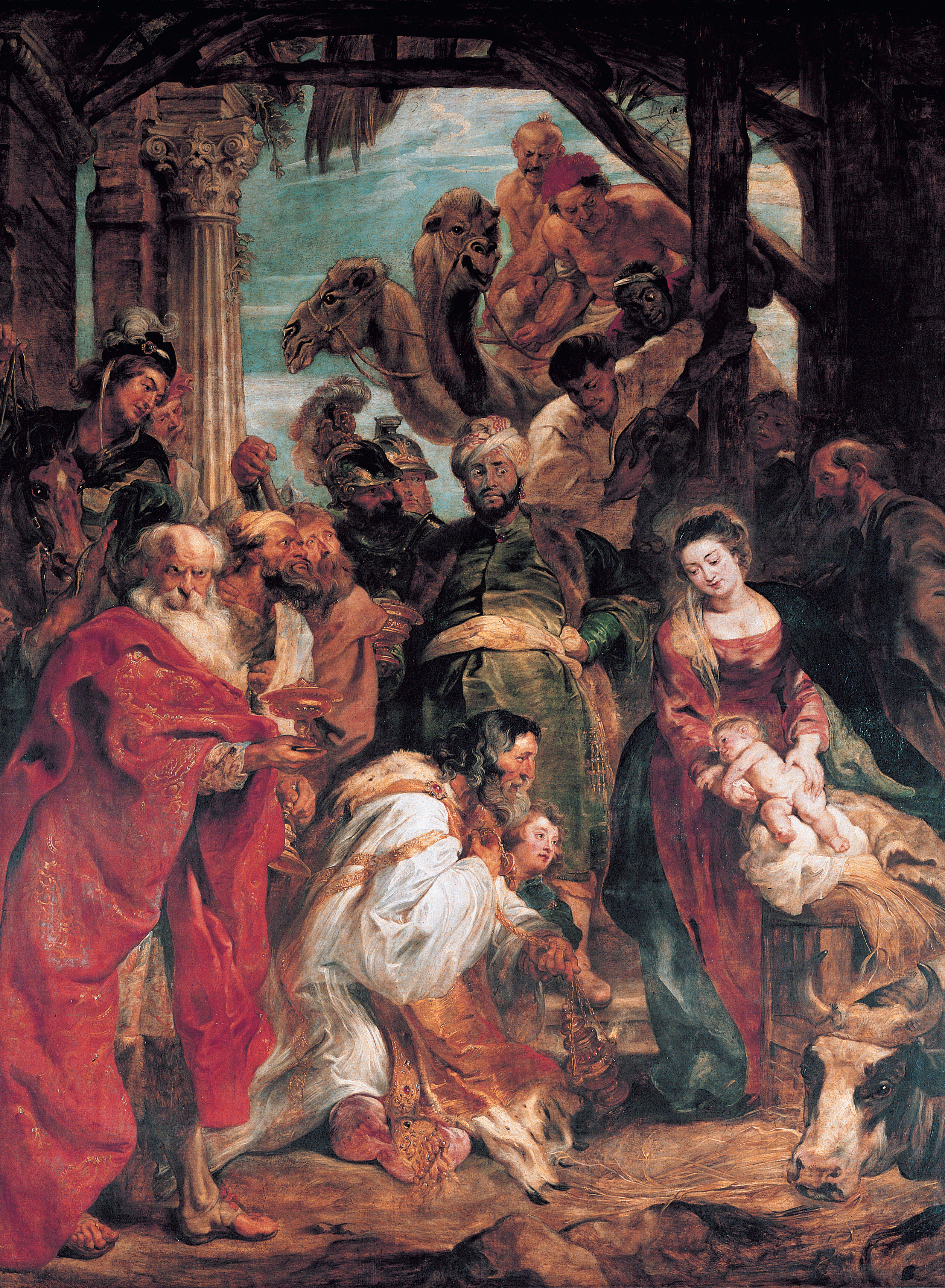
Peter Paul Rubens: A háromkirályok imádása

1433-ra Jó Fülöp burgundi herceg hódítással, vásárlással és házasodással uralma alatt egyesítette a Németalföldön található legtöbb feudális államot, köztük Belgium és Luxemburg legnagyobb részét is. A burgundi hercegek uralma alatt Ypres, Gent, Brugge, Brüsszel és Antwerpen virágzásnak indult és Európa jelentős kereskedelmi, ipari és művészeti központjaivá fejlődött. A flamand primitívek nevű festőcsoport a 15. században és a 16. század elején működött, és olyan híres festők tartoztak ide, mint Jan van Eyck és Rogier van der Weyden. A flamand szövőmesterek csodálatos falikárpitjai díszítették a legtöbb nemesi kastély falait szerte Európában – egy ilyen alkotásért akár egy jól felszerelt hadihajó árát is ki kellett fizetni.
Fülöp fia, Merész Károly burgundi herceg halála után a hercegség Károly lányára, Burgundiai Máriára szállt, aki I. Miksa német-római császárhoz ment feleségül és ezzel a burgundi birtokok a Habsburg-család birtokába kerültek. Fiuk, Fülöp előbb burgundi herceg, majd I. Fülöp néven a spanyol királyság első Habsburg uralkodója és a későbbi V. Károly német-római császár és spanyol király apja lett.
V. Károly 1549-ben kiadta a Pragmatica sanctio dokumentumot, amely a Habsburg-házon belüli öröklési kérdések rendezése mellett hivatalosan is megalakította a Spanyol-Németalföldet, azaz a tizenhét németalföldi tartomány közigazgatási egységét, amely már önállósult mind a Francia Királyságtól, mint a Német-római Birodalomtól. Spanyol-Németalföld ekkor a mai Belgium, Hollandia és Luxemburg területeit foglalta magában a Liège-i Püspökség birtokainak kivételével.

### Küzdelem Németalföld függetlenségéért
Amikor Károly utóda, II. Fülöp spanyol király elfoglalta a trónt, betiltotta a protestáns egyház működését, és megkezdte a reformáció híveinek üldözését. Részben a vallási elnyomásra adott válaszul az északi tartományok fellázadtak, amely a két ország között nyolcvan évig tartó konfliktushoz vezetett: az 1568-ban kitört háború során Orániai Vilmos herceg vezetésével a lázadók megpróbálták elűzni a spanyolokat, akik minden erejüket bevetették, hogy a gazdag és népes tartományt megőrizzék.
A nyolcvanéves függetlenségi háború legfontosabb eseményei:
- turnhouti csata (1597)
- nieuwpoorti csata
- gibraltári csata
- downsi csata

1579-ben a spanyol királyhoz hű (déli) tartományok megalakították az arrasi uniót, majd ugyanazon évben a lázadó tartományok az utrechti uniót és ezzel Németalföld véglegesen két részre szakadt. 1581-ben a hét északi tartomány, amelyet a leggazdagabb és legnépesebb után ma Hollandiának ismerünk, kikiáltotta függetlenségét és a Habsburgok trónfosztását (Plakkaat van Verlatinghe) és megalakult az Egyesült Tartományok vagy Holland Köztársaság néven ismert állam. A háború a spanyol koronával csak 1648-ban a vesztfáliai béke aláírásával fejeződött be.

### Spanyol-Németalföld és Osztrák-Németalföld

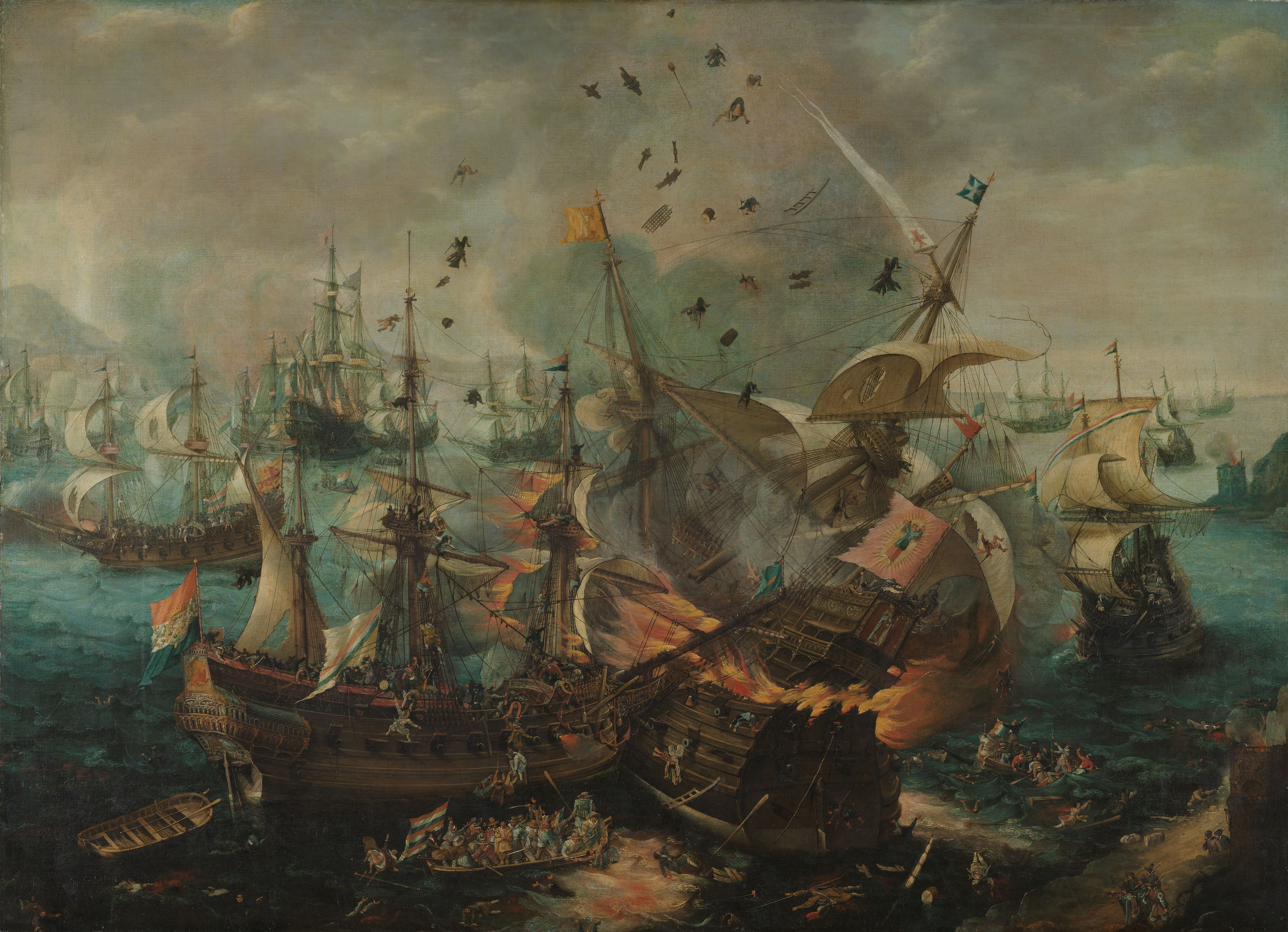
Az 1607-ben vívott és elsöprő holland győzelemmel zárult gibraltári csata látképe, Hendrick Cornelisz Vroom festményén

Bár Spanyolország ezután elismerte Hollandia függetlenségét, de továbbra is megtartotta a déli tartományokat, azaz a mai Belgiumot, amit egészen 1713-ig uralt. A holland nyelvben a mai napig fennmaradt a megkülönböztetés a 'de Nederlanden' (többes szám, a németalföldi tartományokra utal) és a 'Nederland' (egyes szám, a mai Hollandia) között. 1581 előtt a két kifejezés egy és ugyanazon területre vonatkozott.
Bár a spanyol uralom alatt maradt Antwerpen továbbra is Nyugat-Európa egyik legjelentősebb kikötője és ipari–kereskedelmi központja maradt, de a holland blokád miatt jelentősége egyre csökkent, illetve helyét kezdték átvenni az északi Rotterdam és Amszterdam kikötői. A tehetős spanyol és helyi támogatóknak köszönhetően a déli tartományokban a flamand barokk festészet felvirágzott: a Bruegelek, Peter Paul Rubens és Van Dyck festményei is ebben az időszakban készültek. A tudományok is felvirágoztak, nem kis mértékben a tengerészek és kereskedők tevékenysége folytán, ld. például Gerardus Mercator vagy Jodocus Hondius.
Belgium és Luxemburg egészen 1713-ig a spanyol korona fennhatósága alatt maradt, majd a spanyol Habsburgok kihalásával (és a spanyol örökösödési háború befejezésével) az osztrák Habsburgok birtoka lett.
Az örökösödési háborúval és a németalföldi Habsburg uralommal kapcsolatos fontosabb események:
- francia–holland háború (1672–1678)
- egyesülési háború (1683–1684)
- pfalzi örökösödési háború (1688–1697, más néven a kilencéves háború)
- spanyol örökösödési háború (1701–1714)
- osztrák örökösödési háború (1740–1748)
- határszerződés, amely lehetővé tette a flamandoknak, hogy a Schelde folyót használják
- Oostende Társaság
- turnhouti csata (1789)
- Belgiumi Egyesült Államok.

## Francia megszállás (1794–1814)

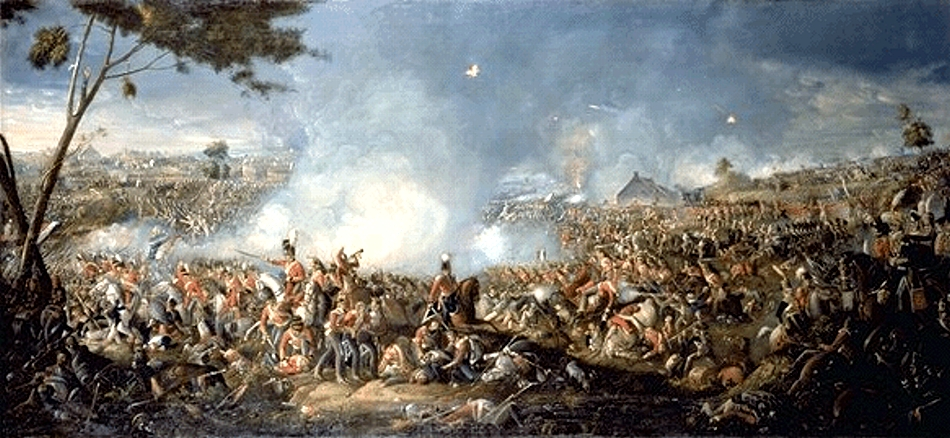
A waterlooi csata William Sadler festményén

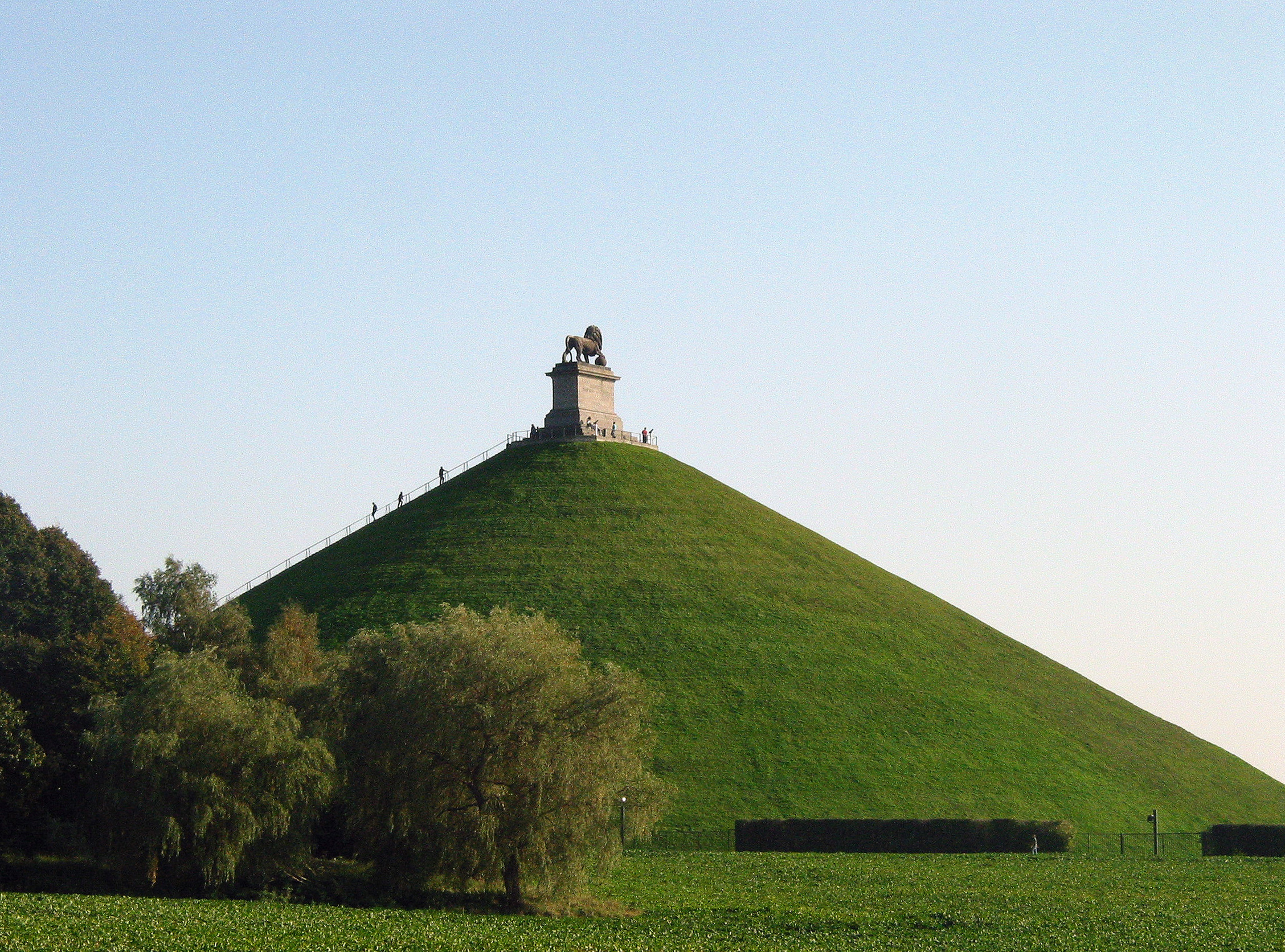
A Butte du Lion emlékművet a csata helyszínén emelték I. Vilmos holland király utasítására

Az 1789-es francia forradalom következményeként 1794-ben a francia köztársasági hadsereg lerohanta Németalföld déli részét, amit 1795-ben az első köztársasághoz csatoltak. A területet ekkor 9 közigazgatási egységre, département-ra osztották fel és a francia polgári közigazgatást vezettek be. A hódítás következményeként a korábbi történelmi államokat és a velük járó címeket, mint például a Flamand Grófságot, a Namuri Őrgrófságot vagy a Liège-i Püspökséget megszüntették. Az osztrák Habsburgok az 1797-ben aláírt Campo Formió-i békeszerződéssel szentesítették korábbi tartományaik elvesztését.
A helyzet csak 1814-ben változott, amikor Napóeon császár – a kudarcba fulladt oroszországi hadjáratot követően – lemondott trónjáról Elba szigetére száműzték. Belgiumba a szövetséges brit–holland csapatok vonultak be, de a következő évben Napóleon megszökött Elbáról és visszatért a francia trónra, majd miután összeszedte csapatait, a Belgium területén állomásozó szövetségesek ellen vezette őket. Napóleon két hadserege a belga határt átlépve megtámadta a Gebhard Leberecht von Blücher tábornagy parancsnoksága alatt álló porosz csapatokat és az 1815. június 16-i lignyi csatában legyőzte őket. Közben Ney tábornagy a Wellington herceg és az Vilmos orániai herceg vezetése alatt álló angol-holland haderőt támadta az ugyanazon a napon vívott Quatre Bras-i csatában.
Napóleon végső vereségét az 1815. június 18-án vívott waterlooi csata jelentette: Wellington hercege és a porosz Blücher tábornagy vezénylete alatt álló brit–porosz csapatok meghiúsították Napóleon terveit, legyőzték a császár személyes vezetése alatt álló francia sereget és előrenyomultak Franciaország felé. A rákövetkező napon a franciák még megnyerték a wavre-i csatát, de Párizsba visszatérve Napóleon lemondott, a győztesek Szent Ilona szigetére száműzték.
A waterlooi csata emlékére I. Vilmos holland király elrendelte egy emlékmű, a Butte du Lion felállítását. A halmot – amelynek építését 1826-ban fejezték be – azon a helyen emelték, ahol az uralkodó fiát, II. Vilmos holland királyt kivetette nyergéből egy muskétagolyó. Az ifjabbik Vilmos, mint az egyesült belga–holland csapatok főparancsnoka harcolt a waterlooi és a Quatre Bras-i csatában is.

## Egyesült Holland Királyság (1815–1830)
Napóleon 1815-ös vereségét követően a Szent Szövetséget alkotó győztes hatalmak, az Egyesült Királyság, Ausztria, Poroszország és a cári Oroszország a bécsi kongresszuson megegyeztek abban, hogy egyesítik a korábbi holland köztársaságot és az Osztrák Németalföldet. Az így létrehozott államnak az Egyesült Holland Királyság nevet adták és tulajdonképpen azt a szerepet szánták neki, hogy minden jövőbeni francia támadás esetén ütközőállam legyen. A trónt a protestáns vallású Vilmos hercegnek adták. Ebben az időben a Német-római Birodalom számos kisebb feudális maradványát egy nagyobb államhoz csatolták, és ezt a sorsot a Liège-i Püspökség sem kerülhette el, amely így végleg az egyesült királyság része lett.

## Függetlenség (1830–)

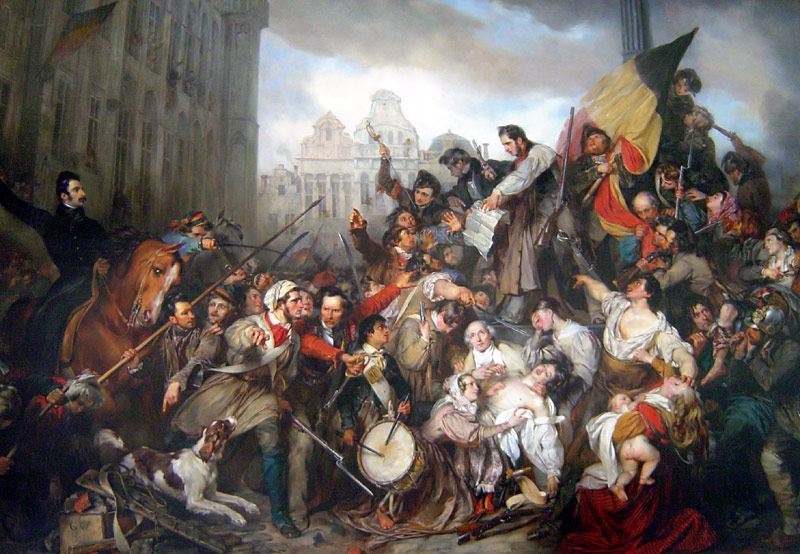
Az 1830-as belga forradalom zászlóbontása. Egide Charles Gustave Wappers festménye a brüsszeli Királyi Szépművészeti Múzeumban található

1830 júliusában Franciaországban ismét forradalom tört ki, amelyet a belga hazafiak nagy figyelemmel kísértek. 1830. augusztus 25-én Daniel Auber operájának, A portici néma előadását követően kitört a belga forradalom is, és a francia értelmiség, illetve a hadsereg támogatásával kivívta az ország függetlenségét. A forradalom egyik felbujtója a katolikus egyház és a helyi papság volt, amely élesen ellenezte a protestáns király személyét, illetve a liberális párt, amely elsősorban a királyi önkényuralom ellen kelt fel. Csak olaj volt a tűzre, hogy a nemzetgyűlésbe a belga területek kevesebb képviselőt küldhettek, mint a holland tartományok. A forradalom első napjaiban csak arányos képviseletért és nagyobb autonómiáért küzdöttek a belgák, de a király lassú reagálásának és a követelésekkel szemben tanúsított makacs ellenállásának köszönhetően igen hamar a teljes függetlenség lett a forradalmárok célja.
Bár a napóleoni háborúkat követően a Szent Szövetséget azzal a céllal hozták létre, hogy minden hasonló felkelést megakadályozzon, a belgáknak nagy segítséget jelentett a júliusi francia forradalom. Ennek eredményeként a francia király, Lajos Fülöp kénytelen volt egy liberális beállítottságú kormányt kinevezni, amely viszont rokonszenvezett a belga követelésekkel. A franciák egyik stratégiai szempontja volt, hogy támogatásukkal Antwerpen a független Belgium határain belül „maradjon”, mivel Nagy-Britannia és Franciaország létfontosságúnak tartotta, hogy a két legforgalmasabb nyugat-európai kikötő – Antwerpen és Rotterdam – ne kerüljön egy kézbe.
A forradalom győzelmét követően egyes politikai vezetők a Franciaországhoz való csatlakozást szorgalmazták, de elsősorban nemzetközi nyomásra Belgium önálló állam lett. Az alkotmányos monarchiát 1831-ben kiáltották ki és Anglia befolyására a Szász–Coburg–Gothai-házból származó Lipót hercegnek ajánlották fel a trónt. A koronázásra és az alkotmányos eskü letételére 1831. július 21-én került sor, amely a mai napig hivatalos állami ünnep Belgiumban.

### A belga forradalom legfontosabb indítékai
- Politikai szinten:
  - A belga politikusok úgy érezték, hogy nem kapnak arányos képviseletet a holland nemzetgyűlésben.
  - Vilmos herceg, a király brüsszeli helytartója, meglehetősen népszerűtlen volt.
  - Az elsősorban francia ajkú, katolikus vallású vallonokat érintő, hátrányos megkülönböztetés a holland nyelvű, protestáns királyságban.
- Vallási szinten:
  - A túlnyomórészt katolikus belgák és protestáns királyuk közötti ellentét.
- Gazdasági szinten:
  - A belga kereskedők és iparosok egyre jobban kiszorultak a hagyományosan Amszterdam köré összpontosuló holland gazdaságból.
  - A hollandok hagyományosan nagy támogatói voltak a szabadkereskedelemnek, míg a belga rész rászorult a védővámokon alapuló protekcionista kereskedelempolitikára.
  - A fenti ok következményeként a balti térségből származó olcsó gabonaszállítmányok aláásták a belga földbirtokosok jövedelmi forrásait.
- Nemzetközi politikai szinten:
  - A francia 1830-as júniusi forradalom eredményeként hatalomra került liberális kormány támogatása.
  - A britek hallgatólagos támogatása a belga függetlenségi törekvések iránt.

A hollandok még nyolc évig kitartottak, de az 1839-ben megkötött londoni szerződésben elismerték Belgium függetlenségét. Belgium ekkor vált véglegesen független állammá, a korhoz képest liberális alkotmánnyal. A politikai életben azonban csak a választójoggal rendelkezők vehettek részt, amit lényegében a gazdag polgárság és a papság képviselői kaptak meg, akik szinte teljesen francia ajkúak voltak, míg az ország lakosságának többsége hollandot (illetve flamandot) beszélt.
Az 1839-es szerződés értelmében Luxemburg nem lett Belgium része, és a holland királysághoz tartozott 1890-ig, amikor az eltérő örökösödési szabályok miatt a holland trónra III. Vilmos holland király leánya, Vilma királynő, míg a luxemburgi nagyhercegség trónjára Adolf nassau–weilburgi herceg került. Belgium további területekre is igényt tartott: a „Tengermenti Flandria” (hollandul Zeeuws-Vlaanderen) és Kelet-Limburg tartományokat Hollandia foglalta el, a „Francia Flandria” (franciául: La Flandre française; hollandul: Frans-Vlaanderen) néven ismert területeket (Lille, Dunkerque és környéke) még XIV. Lajos francia király csatolta a francia koronához, míg Eupen és környéke a Német Szövetséghez csatlakozott, egészen addig, amíg az első világháborút követően Belgium meg nem kapta háborús jóvátétel címén.

## A függetlenségtől az első világháborúig

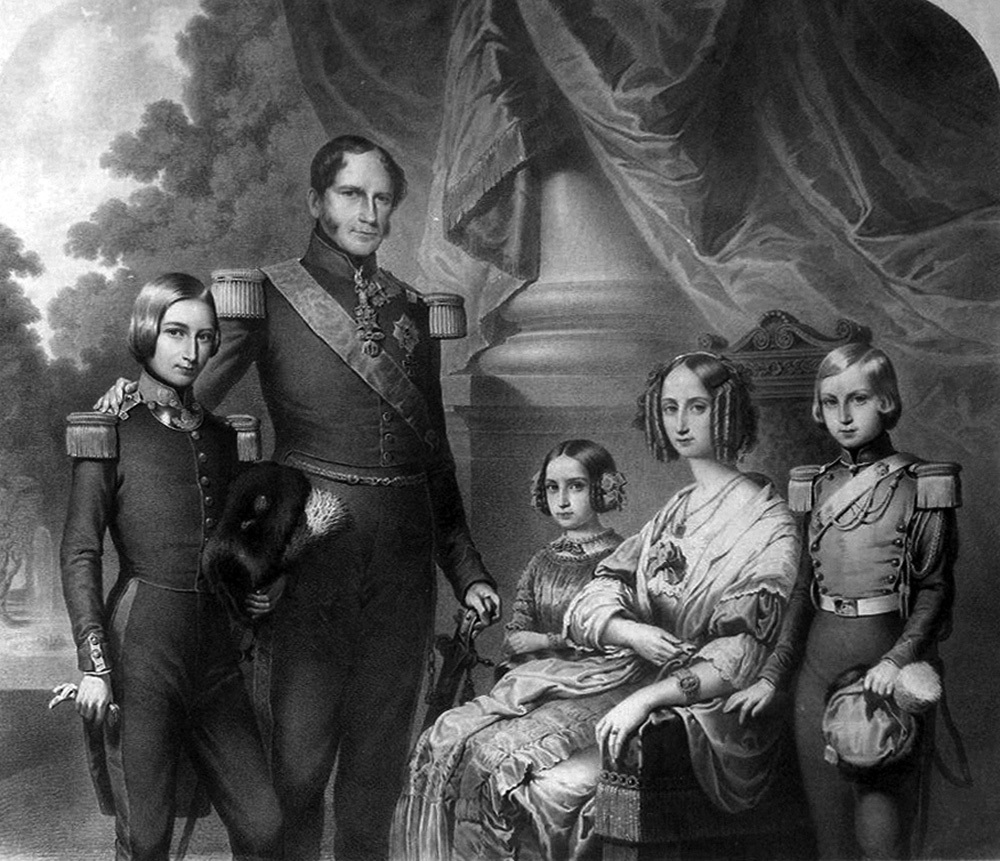
I. Lipót belga király és családja

### Laikusok és katolikusok
A függetlenség után a belga politikai életet két nagy párt, a katolikusok és a laikus liberálisok uralták (mindkettőben leginkább francia nyelvű politikusokkal). Az egymást követő miniszterelnökök is ezekből a pártokból kerültek ki. 1884 és 1937 között megszakítás nélkül csak a katolikus párt vezette az országot. Az első miniszterelnök, aki egyik hagyományos párthoz sem tartozott, a munkáspárti Paul-Henri Spaak volt és 1938. május 15-én alakított először kormányt.

### Az ipari forradalom
A kontinentális Európa területén Belgiumban indult be először az ipari forradalom, nem kis mértékben a király támogatásával. I. Lipót segítségével és anyagi támogatásával épült meg a kontinens első vasútvonala Brüsszel és Mechelen között 1835-ben. A vonalon a Stephenson által tervezett és épített, Nagy-Britanniából importált mozdonyok és kocsik közlekedtek. A közlekedési infrastruktúra fejlesztése révén számos kikötő, csatorna, vasútvonal és burkolt út épült ki.
Belgium egyetlen jelentős természeti kincse az Ardennek hegyei alatt található szén és vasérc volt, amelynek bányászata nagy lendületet kapott a 18. század végén és a 19. század elején. A bányaipar a mai Vallónia területén robbanásszerűen terjeszkedett és a megnövekedett munkaerőigényeket a hazai piac már nem tudta kielégíteni, ezért jelentős számú külföldi (köztük jelentős számú olasz és magyar) bányász érkezett az országba.
A belga vegyipar egyik hagyományosan jelentős alakja Ernest Solvay, aki a róla elnevezett Solvay-eljárás feltalálása után számos üzemet hozott létre és jelentős vagyonra tett szert. Korában egyedülálló szociális intézkedéseket vezetett be gyáraiban, mint például 8 órás munkarend, betegbiztosítás és nyugdíj.
A nyugati-európai ipari forradalom és az ipari kapitalizmus kialakulása jelentős hatást gyakorolt a hagyományos uralkodó rétegre, a földbirtokos arisztokráciára is. Az ipari forradalomnak köszönhetően a vagyon és az ezzel járó politikai hatalom újrafelosztására került sor, bár ez nem minden országban volt arányban az ipari fejlődés ütemével. Belgiumban az ipari fejlődés üteme rendkívül gyors volt, és ennek megfelelően az ipari burzsoázia vagyona és befolyása is gyorsan gyarapodott.

### A belga munkáspárt és a szakszervezeti mozgalom kezdetei – Marx Brüsszelben

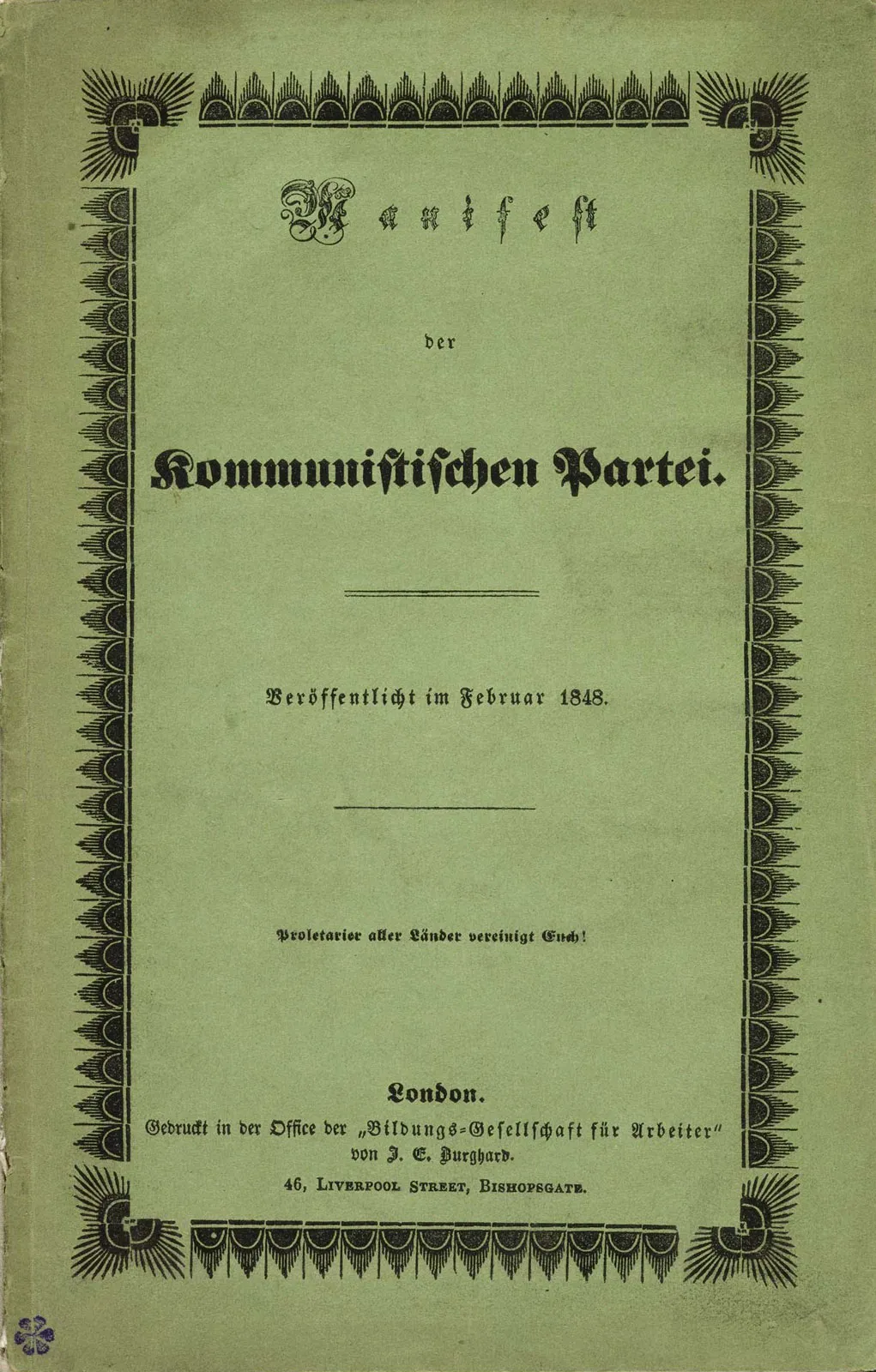
A Kommunista kiáltvány első kiadása (1848)

A belga munkások mozgalmának nagy lendületet adott, hogy Karl Marx 1845-ben feleségével és hároméves lányával Belgiumban, Brüsszelben telepedett le, miután Párizsból kiutasították. Hamarosan Friedrich Engels is csatlakozott hozzájuk. Marx ugyan írásban ígéretet tett a belga hatóságoknak arra, hogy nem fog semmilyen politikai írást publikálni, de a politikai életben való részvételre vonatkozóan nem tett semmilyen ígéretet. Marx brüsszeli tartózkodását, tanulmányait és munkásságát az tette lehetővé, hogy Engels neki adta könyve, "A munkásosztály helyzete Angliában" kiadásából származó jogdíjakat és adományokat gyűjtött számára a Belgiumban élő német munkásoktól. Az ország ipari fejlettségét és a munkások nyomorúságos körülményeit látva Marx Belgiumot a "kapitalizmus paradicsomának" titulálta.
1845 nyarán Marx a német filozófiát kritizáló, A német ideológia (Die deutsche Ideologie) című – Engelsszel közös – könyve írásával foglalkozott, a műben a történelem materialista látásmódját mutatta be. Befejezése után Marx és Engels nekiláttak a brüsszeli munkásság, de elsősorban a Belgiumban élő német munkások megszervezésének. 1846 januárjában kommunista levelezőkört szerveztek, amelynek célja az Európa különböző országaiban élő elvtársak közötti rendszeres kommunikáció megteremtése volt. Marx 1846 áprilisában meghívta a francia anarchista Pierre-Joseph Proudhont, hogy vegyen részt a vitakörben, de Proudhon a meghívást visszautasította. 1846 decemberében Marx nekilátott A filozófia nyomorúsága (eredeti francia címe: La Misère de la philosophie) c. kritikájának, amely válasz volt Proudhon La Philosophie de la misère (A nyomor filozófiája) című művére.
1847 augusztusában megalakult a brüsszeli német munkásszövetség, a „Deutscher Arbeiterverein” 37 alapító taggal, Marx nem vett részt az alakuló ülésen, de novemberre a szövetség alelnöke lett. 1847 júniusában a német szövetség egyesült egy angliai munkásszervezettel, az „Igazak Ligájá”-val (League of Just). Az újonnan alakult szervezetet, Marx kezdeményezésére, Kommunista Ligának nevezték el és munkájában részt vettek a Franciaországban és Európa más országaiban működő munkásszervezetek is., 1847. november 29-én a belga munkások képviseletében vett részt a liga londoni gyűlésén, ahol a világ minden országában élő munkások közötti szolidaritás mellett érvelt. Marx befolyása annyira erős volt az újonnan alakult szervezetben, hogy a Liga központi irodája 1848 márciusában Brüsszelbe költözött, illetve kezdeményezésére a Liga elvetette korábbi mottóját („Minden ember testvér!”) és a kommunista mozgalommal mára szinte összenőtt jelszót („Világ proletárjai, egyesüljetek!”) fogadta el. Engels kiadott egy vázlatot a Liga alapelveiről, amit hamarosan Marx kezdett részletesen kifejteni, amely 1848 februárjában Kommunista kiáltvány címmel adtak ki. Emellett Marx rendszeresen írt a brüsszeli Deutsche-Brusseler-Zeitung napilapba és előadásokat tartott a német munkásszövetségben.
A Kiáltvány kiadása után Párizsban hamarosan kitört az 1848. februári forradalom, majd Európa más országaiban is. Belgiumban a forradalmat sikerült elkerülni, de a hatóságok egyáltalán nem nézték jó szemmel Marx és társainak tevékenységét. Már 1847 áprilisában a belgiumi porosz nagykövet jegyzékben követelte, hogy Marxot haladéktalanul utasítsák ki az országból. A Francia Köztársaság kikiáltása után a belga rendőrség pánikba esett és 1848. március 3-án I. Lipót belga király felforgató tevékenysége miatt dekrétumban kötelezte Marxot, hogy 24 órán belül hagyja el az országot.
Marx távozása után is tovább folyt a munkásszervezetek alapítása és tevékenysége, amíg 1848 őszén a belga rendőrség felszámolta a munkásklubokat. A német és francia forradalom leverésével ellentétben ez meglehetősen nyugodtan és békés körülmények között zajlott le, olyannyira, hogy a The Times egy cikkében arra szólította fel a belgákat, hogy az egész ország alakítson egy nagy klubot a „Ne risquez rien!” („Ne kockáztass semmit!”) mottóval.
A következő jelentős lépést a Marx által életre hívott Nemzetközi Munkásszövetség jelentette, amely igyekezett egyesíteni az 1848-as forradalmakat követő elnyomás miatt szétszórt és üldözött munkásmozgalmakat. A munkásszövetség 1868-as III. kongresszusát Brüsszelben, a Grand Place-on található De Zwaan kávézóban tartotta meg. Itt alakult meg pár évvel később, 1885-ben az első belga munkáspárt, a Belgische Werkliedenpartij (BWP) (franciául: Parti Ouvrier Belge, POB). A párt programjának megfogalmazásakor igyekeztek a radikális eszméket elfogadható köntösbe öltöztetni, ennek eredményeként a “szocializmus” kifejezést sem a párt nevében, sem programjában nem használták.

### A kongói gyarmat

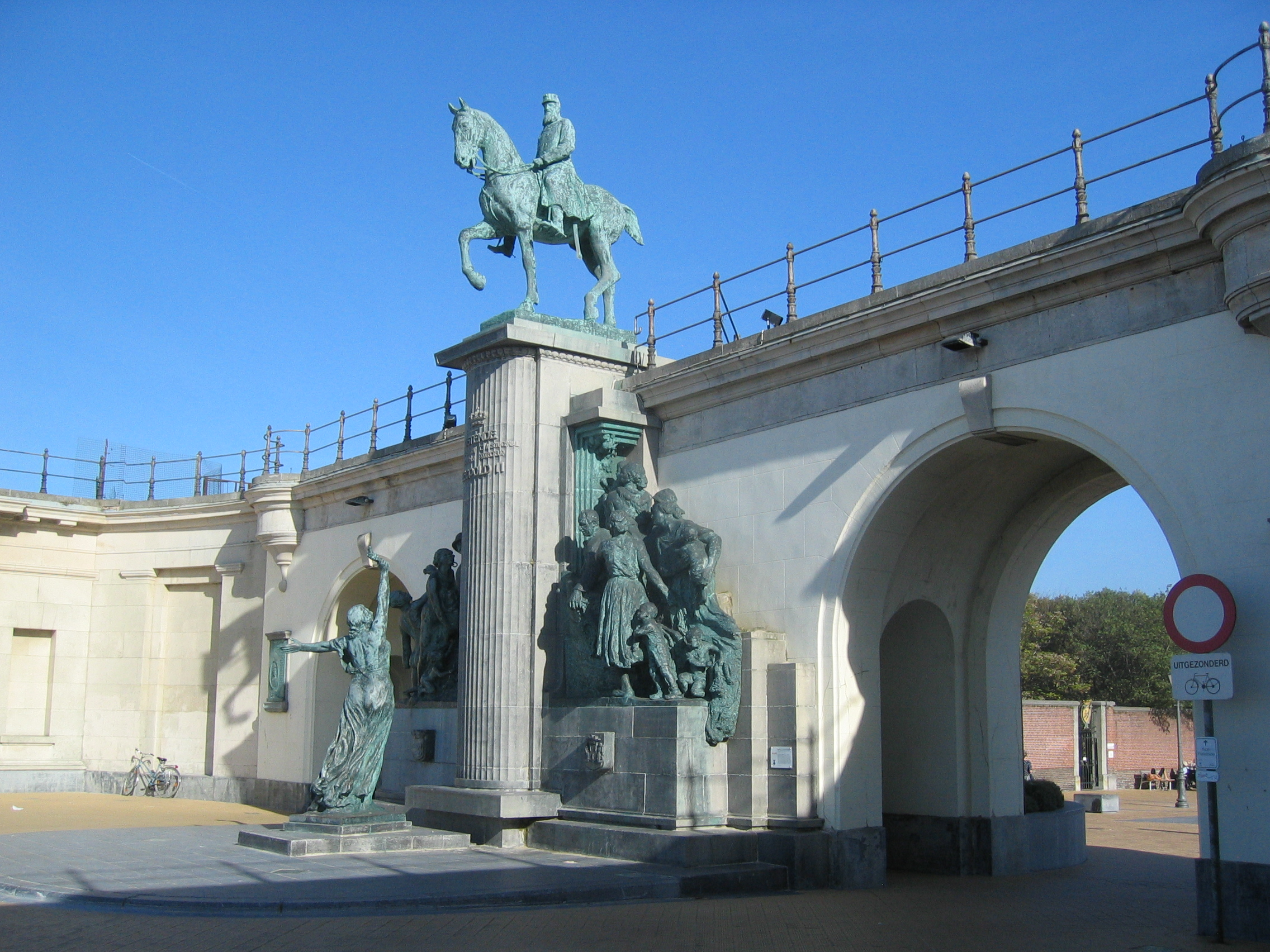
II. Lipót belga király lovasszobra Oostendében

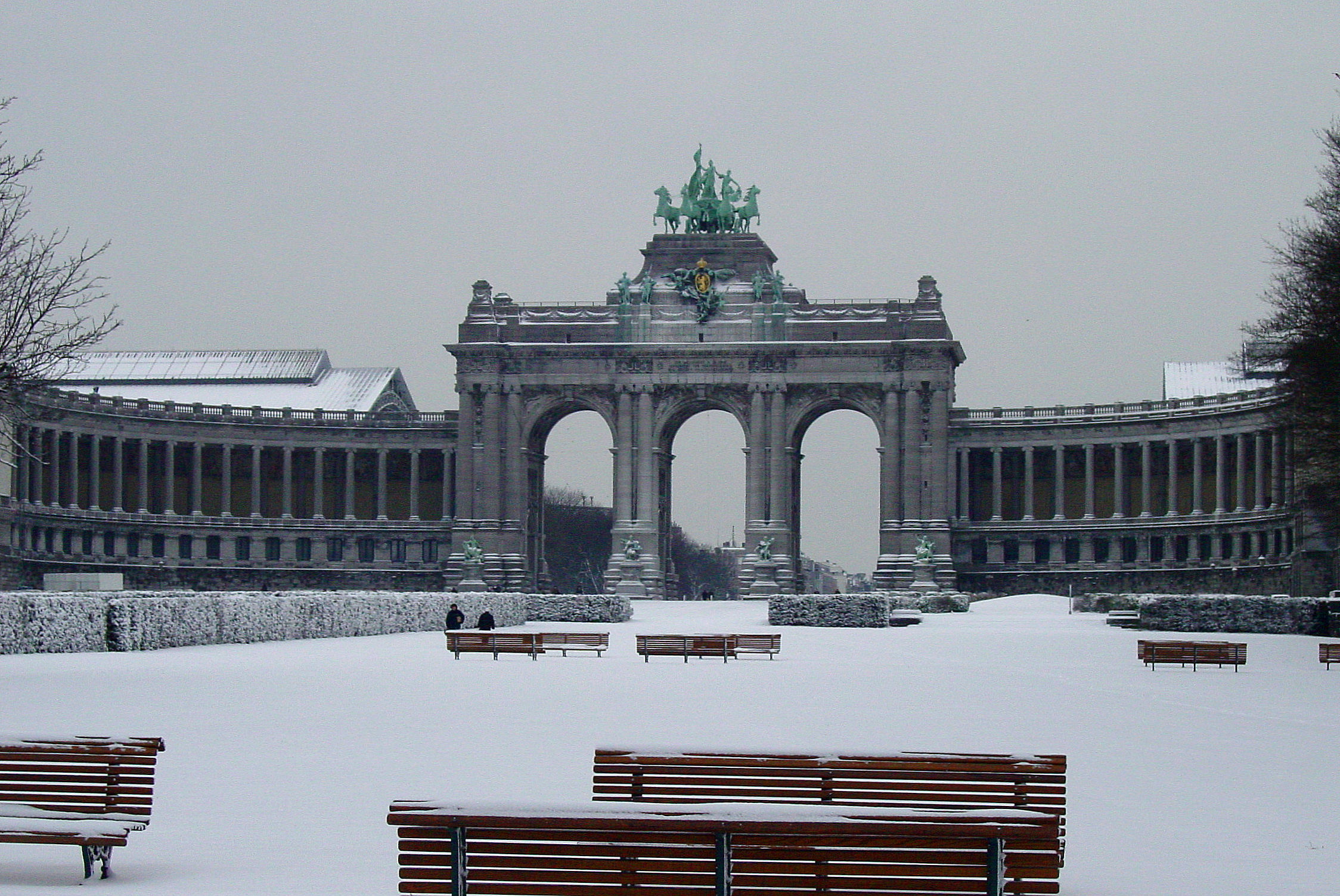
A Cinquantenaire diadalív télen

Kongó egyik első európai látogatója Henry Morton Stanley, a híres felfedező volt, akinek 1874-es expedícióját a New York Herald napilap finanszírozta. Az expedíció a Kongó folyó forrásától a torkolatáig hajózott, az induló 356 főből csak 114 élte túl a megpróbáltatásokat (és az egyetlen fehér ember maga Stanley volt). 1876-ban Lipót felbérelte Stanleyt, hogy az általa alapított és vezetett Nemzetközi Afrika-szövetség (Association International Africaine) nevében térjen vissza Kongóba, és terjessze ott a nyugati civilizációt és a keresztény vallást. Stanley számos kereskedelmi egyezményt kötött a helyi törzsfőkkel, amelyeket később a király javára meghamisítottak (noha Stanley ezt nem ellenezte, de erőszakkal nem kényszerített szerződéseket a törzsfőkre).
Stanley tevékenységének köszönhetően II. Lipót király egyre nagyobb területeket csatolt a kongói gyarmathoz, mivel az Afrika Társaság elnökeként sikerült az egymással versengő európai gyarmatosító hatalmakat egymás ellen kijátszani. Az 1884–85-ös berlini konferencián a jelenlevő nagyhatalmak Kongót egyhangúlag Lipótnak ítélték, aki a Kongói Szabadállam nevet adta a Belgium területénél 80-szor nagyobb magánbirtokának. A gyarmatot egészen 1908-ig a király mint magánbirtokát igazgatta, és annak minden jövedelmét személyes céljaira fordíthatta. A helyi lakosság kizsákmányolása és elnyomása miatt kialakuló nemzetközi nyomás következtében a király 1908-ban a belga kormánynak adta át a gyarmat igazgatását.
Gazdasági vonatkozásban a király sikeresen integrálta a gyarmaton található természeti kincseket és a hagyományos iparágakat a modern kapitalista gazdasági rendszerrel. Számos vasútvonalat építtetett a sűrű dzsungelen keresztül, hogy a part menti kikötőkbe szállíthassa a kongói gyarmat legjelentősebb exportcikkét, a gumit Léopoldville-en (ma Kinshasa) keresztül. A fejlesztési projektek mindegyike azt szolgálta, hogy Lipót minél több jövedelmet tudjon kiaknázni a gyarmatból – a királyi magánkincstár egyik legjelentősebb bevételi forrása lett a kaucsuk- és gumikereskedelem, amit ezt megelőzően még sehol sem termeltek ipari méretekben és hatékonysággal. II. Lipót király szerencséjére ekkoriban terjedt el a gépkocsi használata, amely maga után vonta a gumiabroncsok gyártásának fellendülését is. A bevételből a király számos díszes épületet emelt Brüsszelben, a környékbeli településeken (mint például Tervurenben az Afrika Múzeumot).
A gumitermelés érdekében számtalan erőszakos cselekedetet követtek el a belga hatóságok a helyi lakosok ellen, különösen amíg a gyarmat a király magántulajdona volt. Becslések szerint 1885 és 1908 között mintegy 10 millió kongói halt meg a kaucsuktermeléshez kapcsolható fizikai erőszak, illetve a kizsákmányolás következtében fellépő betegségek miatt. A beszolgáltatási kvóták betartatása érdekében a király megszervezte magánhadseregét is, a Force Publique-et (FP). Az FP egyetlen célja a helyi lakosság megfélemlítése volt, kedvelt gyakorlatuk volt az ellenállók végtagjainak (kéz v. lábfej) levágása, ami széles körben elterjedt volt. A nemzetközi közvéleményt először Edmund Dene Morel és a brit diplomata Roger Casement tájékoztatta erről 1904-es kongói jelentésében, majd olyan hírességek is csatlakoztak a kampányhoz, mint Mark Twain vagy Sir Arthur Conan Doyle. Joseph Conrad híres regénye, A sötétség mélyén (Heart of Darkness) is a Kongói Szabadállamban játszódik.
1908-ban a belga parlament kénytelen volt engedni a nemzetközi nyomásnak, lényegében elvette a gyarmatot II. Lipót királytól, és a belga kormány felügyelete alá helyezte Belga Kongó néven.

### Belga építészet: historicizmus és az Art Nouveau

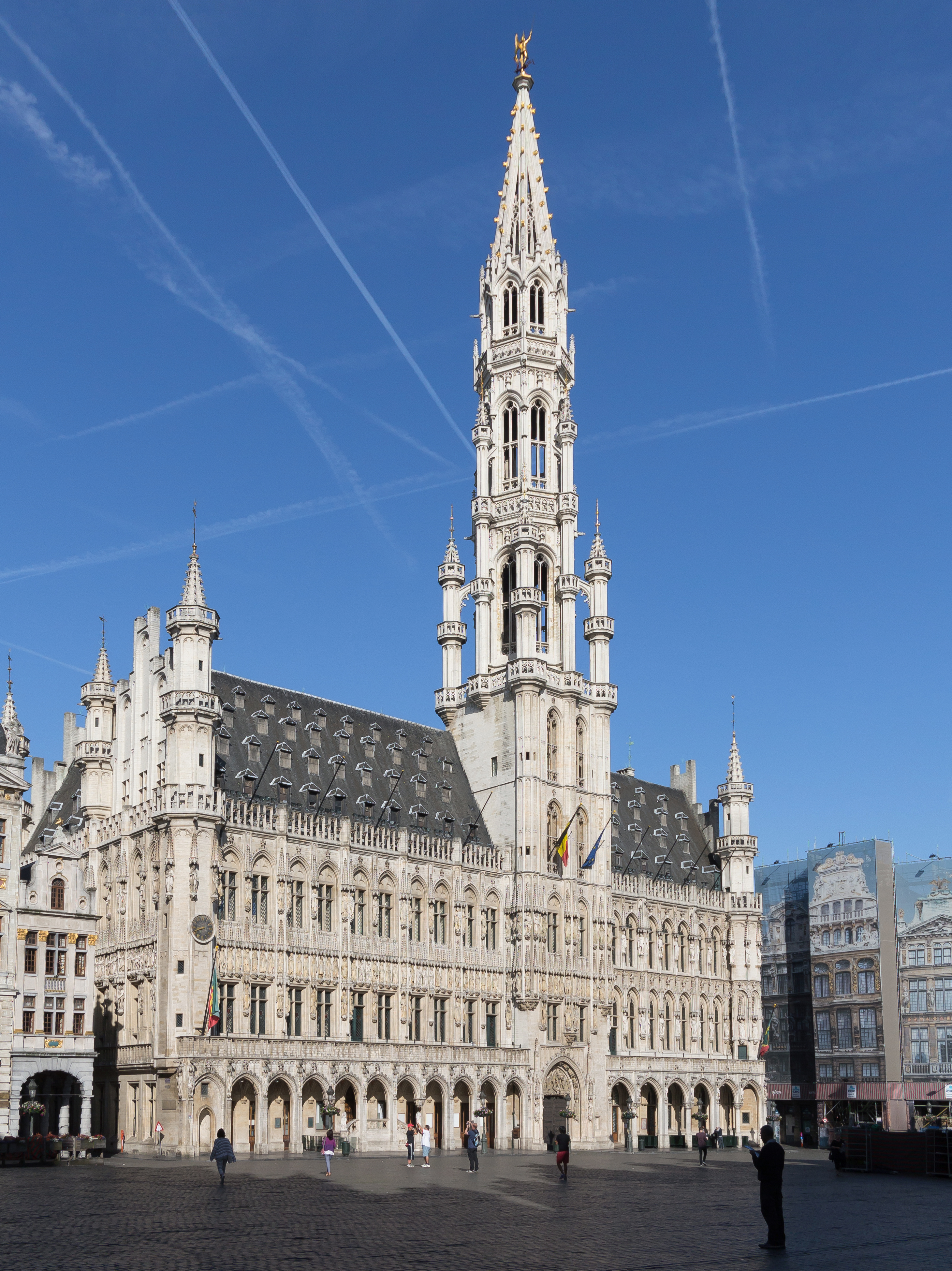
A brüsszeli városháza épülete a Le Grand-Place-on neogótikus stílusban épült, az 1900-as évek elején újították fel

A belga építészetet a 19. század végén és a 20. század elején a historicizmus stílusa uralta, a korszak belga középületei, mint például az Igazságügyi Palota (Palais de Justice) vagy a dinasztia uralkodásának 50. évfordulójára tervezett (de csak a 75. évfordulóra felépült) Cinquantenaire park és diadalív. Victor Horta építész vezetésével azonban új stílus alakult ki, amelyet Art Nouveau-nak vagy Art décónak is hívnak. Horta legfontosabb épületei a Hôtel Tassel, Horta Múzeum, a Hôtel van Eetvelde és a Hôtel Solvay, a brüsszeli Szépművészeti Múzeum, valamint a Központi pályaudvar (Brussel Centraal).

## Belgium az első világháborúban (1914–1918)

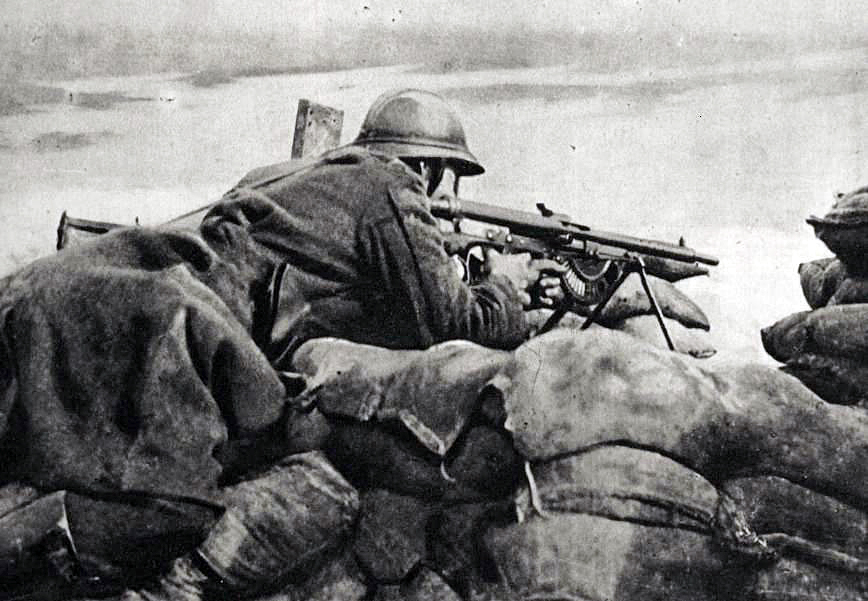
Belga géppuskás a lövészárokban. 1918.

Belgium megalakulásakor minden nagyhatalom garantálta semlegességét, amit azonban Németország megsértett, amikor a Schlieffen-terv részeként 1914. augusztus 4-én megtámadta az országot.
A német előrenyomulást október közepére sikerült megállítani a belga csapatoknak és szövetségeseiknek az Yser folyó vonalán. I. Albert király az országban maradva vezényelte csapatait, míg a kormány Franciaországba, Le Havre városába menekült.
A kezdeti előrenyomulást hamarosan felváltották a megmerevedett arcvonalak és a lövészárokharc borzalmai – az első világháború legvéresebb csatáit, köztük az első és a második ypres-i csatákat, Flandria területén vívták meg. A háborút követően a csatatereken kivirágzó pipacsok a több százezer halottat és sebesültet követelő harcok jelképe lett, amelyet John McCrae A flamand mezőkön c. verse örökített meg az utókornak. A harci cselekményeket az 1918. november 11-én aláírt fegyverszüneti egyezmény zárta le, amely a mai napig hivatalos ünnepnap Belgiumban.
A német megszállás egyik eredménye a flamand nemzeti öntudat megerősödése lett: a német kormányzat számos flamandbarát intézkedést hozott, de ezt feltehetően még erősítették a flamand katonák élményei a frontvonalból. Az a történet, mely szerint a flamand közkatonák tömegének halálát okozta, hogy nem értették a francia nyelven kiadott vezényszavakat, valószínűleg nem igaz, mert a flamand részen toborzott alakulatoknak mindig flamand tisztjeik voltak, akik viszont tökéletesen beszéltek hollandul és franciául is, tehát fenn tudták tartani a kommunikációt a felsőbb parancsnokságokkal. Ennek ellenére a mai napig évente búcsújárást tartanak (elsősorban szélsőjobboldali flamand szervezetek) Yseri búcsú és Yseri ébredés néven Diksmuidében, az Yseri toronynál.

## A két háború között (1918–1940)

### Háborús jóvátétel
Az 1919-es versailles-i békeszerződés 231. cikkelye értelmében Németországnak kártérítést kellett fizetnie a szövetségeseknek minden, a háború alatt elszenvedett veszteségért. A jóvátétel végső összege természetesen jóval meghaladta a német gazdaság teherviselő képességét és a korabeli számítások szerint 1984-ig tartott volna a teljes összeg kifizetése. Belgium és Franciaország, mint a német agresszió közvetlen áldozatai, igencsak érdekeltek voltak a jóvátételi kötelezettségek teljesítésében és a többi nagyhatalommal szemben azt az álláspontot képviselték, hogy a közvetlen károk (vagyis az infrastruktúrában) után járó kártérítés előnyt élvez az elesettek után járó kifizetések előtt. Franciaország, amikor a németek nem teljesítették fizetési kötelezettségeiket, megszállta a Ruhr-vidéket. Belgiumnak nem állt módjában ilyet tenni és ennek következményeként, illetve mivel a kártérítési pénzekből rá eső részt Nagy-Britannia és Franciaország „elfelejtette” átutalni.
Az elmaradt pénzügyi kártérítés fejében Belgium magának követelte Eupen, Malmedy és Sankt Vith városokat és a körülöttük fekvő, az Oostkantonok néven ismert területet. A háború után rendezett népszavazáson itt a Belgiumhoz való csatlakozás mellett döntöttek. A két korábbi német gyarmatot, Ruandát és Burundit a Népszövetség szintén belga fennhatóság alá helyezte.
1925-ben Belgium is aláírta a locarnói egyezményt, amelyben az ún. rajnai paktum megerősítette a versailles-i békeszerződés által jóváhagyott francia–német, illetve német–belga határt. Ezeknek a határoknak a sérthetetlenségéért Nagy-Britannia és Olaszország vállalt garanciát.
1919-ben a férfiak részére bevezették az általános választójogot, a nők csak 1948-ban szavazhattak először. A két háború közötti politikai életet a katolikus párt dominálta, amely 1884 és 1937 között folyamatosan kormányon volt. Ebben az időszakban alakult meg a modern szocialista párt, a flamand érdekeket képviselő Flamand Nemzeti Unió (Vlaamsch Nationaal Verbond, VNV) és a kommunista párt is (Communistische Partij van België, CPB, majd később KPB).
A belga gazdaság 1925-ig meglehetősen biztató növekedési pályára állt, de részben a német kártérítési fizetések elmaradása, részben a kedvezőtlen nemzetközi gazdasági helyzet miatt a növekedés lelassult. Az 1926-1927-es Jaspar-kormány megpróbálkozott a belga frank leértékelésével és az export ösztönzésével, de a hamarosan beköszöntő gazdasági világválság miatt törekvéseik nem jártak sikerrel, csak a frank újabb leértékelése 1935-ben segített a gazdaságot helyreállítani (amikor a világgazdaság újra beindult).
A két világháború között számos haladó szellemű szociális intézkedést vezettek be Belgiumban, elsősorban a nehéz gazdasági helyzetben kialakult nyugtalanság csillapítására: 1921-ben a sztrájkhoz való jogot, ugyanebben az évben a nyolcórás munkanapot és 1936-ban a minimálbért.
1921-ben alakult meg a belga nemzeti légitársaság, a Sabena (Société Anonyme Belge d'Exploitation de la Navigation Aérienne), amely a brüsszeli nemzetközi reptérről, Zaventemből működött.

#### A művészetek fejlődése a két világháború között
Flamand expresszionizmusAz expresszionista festészet egyik jellegzetes ága alakult ki Flandriában, legnevesebb képviselői (James Ensor, Constant Permeke, és Léon Spilliaert).
Belga szürrealizmusA szürrealista mozgalom legjelentősebb belga képviselői Paul Delvaux és René Magritte voltak.
A belga képregényA Tintin kalandjai az egyik legnépszerűbb 20. századi képregény lett, 1929-ben alkotta Hergé. De ez csak a kezdet volt, a belga képregény jelentős művészeti ággá fejlődött, legfontosabb képviselői még Edgar P. Jacobs, Jijé, Willy Vandersteen és André Franquin.

## Belgium a második világháborúban (1940–1945)

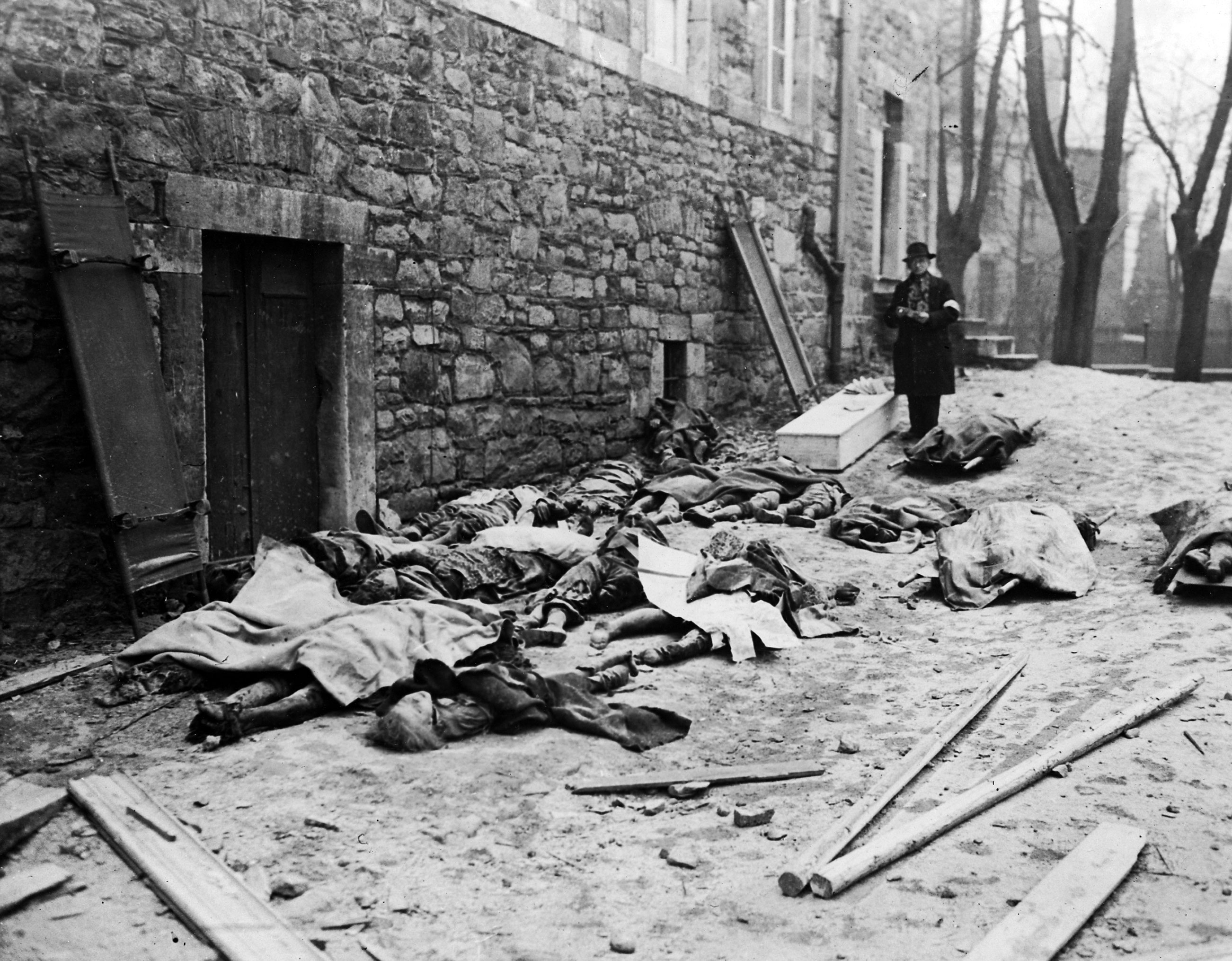
Német katonák által kivégzett belga civilek

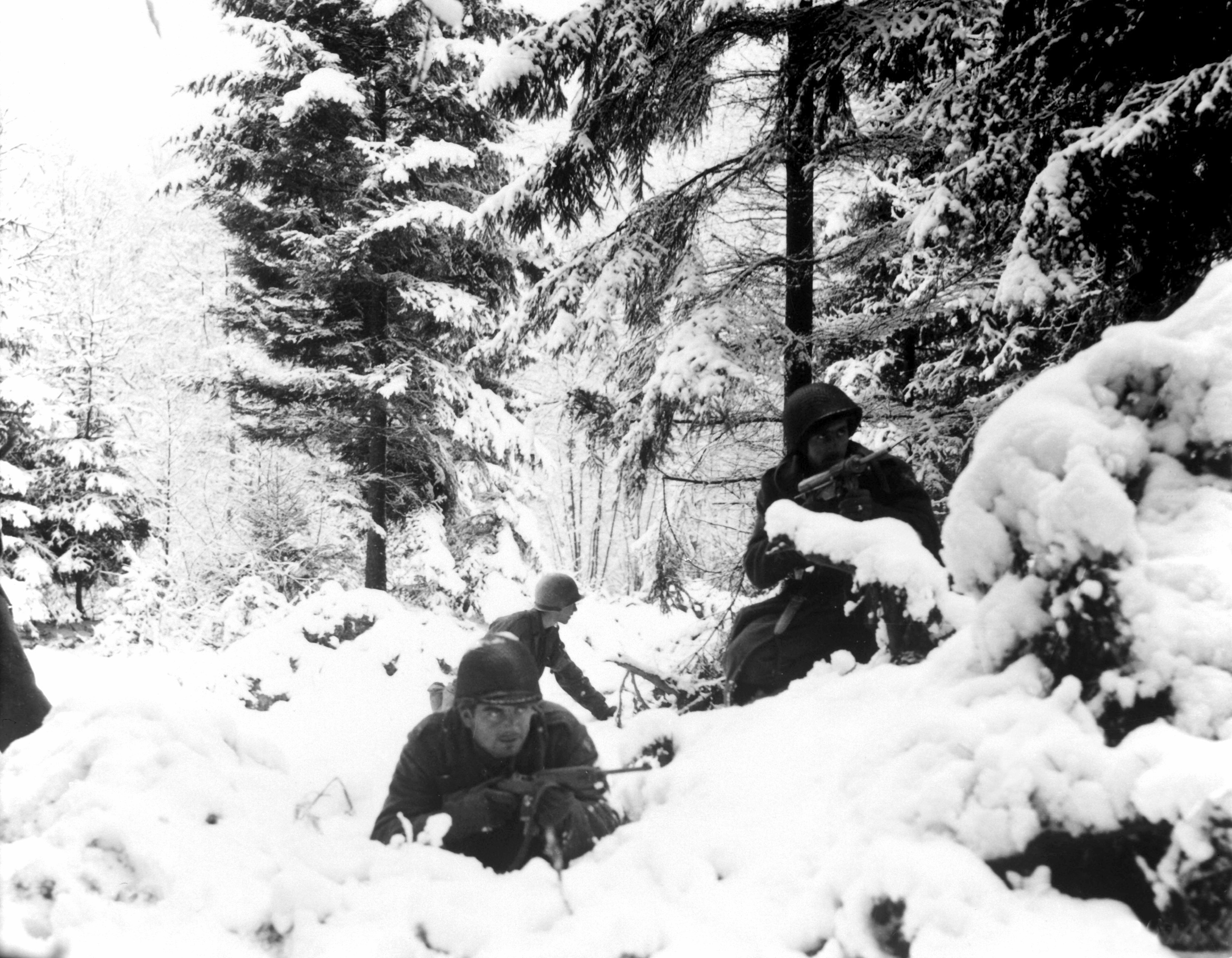
Amerikai katonák az ardenneki csata során

Németország hadserege 1940. május 10-én hadüzenet és ultimátum nélkül lerohanta Belgiumot. 1940. május 28-án III. Lipót király feltétel nélkül letette a fegyvert. Ezt a lépést a belgák többsége elítélte, a királyt árulással vádolták meg. Míg a kormány Angliába menekült, Lipót inkább Belgiumban maradt, ahol német fogságba került. Mivel visszautasította a németekkel való aktív együttműködést, saját kastélyában háziőrizetbe helyezték.
Hitler egy mérsékelt, komoly nemzetközi tapasztalatokkal bíró német tábornokot, Alexander von Falkenhausent nevezte ki Belgium katonai kormányzójává. Falkenhausennek a sikerült a németek által megszállt országok közül a legkevésbé elnyomó kormányt működtetnie Belgiumban. A kormányzó maga is Hitler és a nemzetiszocializmus ellenfele volt, ezért hatalmát arra használta fel, hogy elkerülje vagy korlátozza a más megszállt országokban gyakori szörnyűségeket.
Részben sikerrel lépett fel Göring és Himmler befolyása ellen, még a súlyos élelmiszerhiány ellenére is sikerült megakadályoznia a tömeges éhezéseket, ezenkívül ellenállása nyomán a mintegy 90 000 belgiumi zsidó mintegy kétharmada túlélte a háborút. 1942 és 1944 között 25 257 foglyot szállítottak koncentrációs táborokba, túlnyomó többségüket Auschwitzba. Közülük 1207 maradt életben. A Hitler elleni merényletet követően Falkenhausen is koncentrációs táborba került, bár a merényletet szervező csoporthoz fűződő kapcsolataira akkor még nem derült fény. Utódja nem sokkal Belgium felszabadítása előtt, 1944 júliusában, Josef Grohé lett.
Lipótot az inváziót követően a németek először a szászországi hirschsteini várba, majd a Salzburg melletti Stroblba szállították. A háború után Hitlerrel való kollaborációval vádolták, és a törvényhozás megfosztotta uralkodói jogaitól. Helyette öccsét, Károly herceget választották kormányzónak. Lipót családjával együtt svájci száműzetésbe vonult.
A háború során a flamand nacionalisták azt remélték, hogy a németek segítenek véget vetni a frankofón dominanciának Belgiumban, ezért sokuk együttműködött a német nemzetiszocializmussal, de az együttműködés a vallon oldalon is ott volt. A német nemzetiszocialistákat két nacionalista politikai mozgalom, a Staf de Clerq vezetése alatt álló Flamand Nemzeti Unió (Vlaams Nationaal Verbond) és a Léon Degrelle vezette vallon rexista párt támogatta. Mindkét szervezet katonai egységet is szervezett, amely a Szovjetunióban harcolt a Waffen-SS parancsnoksága alatt (Flamand Légió, Vallon Légió). Degrelle később a vallon hadosztályok parancsnoka is lett, a háború után pedig Spanyolországba kényszerült emigrálni. Távollétében Belgiumban 'hazaárulásért' halálra ítélték a szövetségesek bíróságai. A háború után 280 kollaboránst végeztek ki és mintegy 58 000 további személyt tartóztattak le, illetve fosztottak meg vagyonától és jogaitól.
A háború során Belga Kongó egyik tartományában, Katangában kezdte meg működését a világ egyik első uránbányája és itt voltak a világ akkor ismert legnagyobb uránlelőhelyei. Az amerikai atombomba-projekthez egy belga cég, az Union Minière du Haut Katanga szolgáltatta az uránércet.
Az ország 1944-ig német megszállás alatt volt, amíg a szövetséges csapatok, köztük brit, kanadai és amerikai katonák és egy kisebb belga különítmény fel nem szabadította. A brit Második Hadsereg 1944 szeptemberében foglalta vissza Antwerpent, és az Első Kanadai Hadsereg még abban a hónapban megtisztította a város körüli területeket. Antwerpen kikötője miatt igen fontos volt a szövetségeseknek, különösen, hogy a legtöbb francia kikötő német kézen maradt majdnem a háború végéig. Az 1944-es scheldei csata jórészt Hollandia területén folyt, de a hadműveletek célja az antwerpeni kikötő biztosítása volt. A város visszafoglalása volt az 1944 decemberében megindult ardenneki német offenzíva egyik távlati célja is.

## A második világháborútól napjainkig

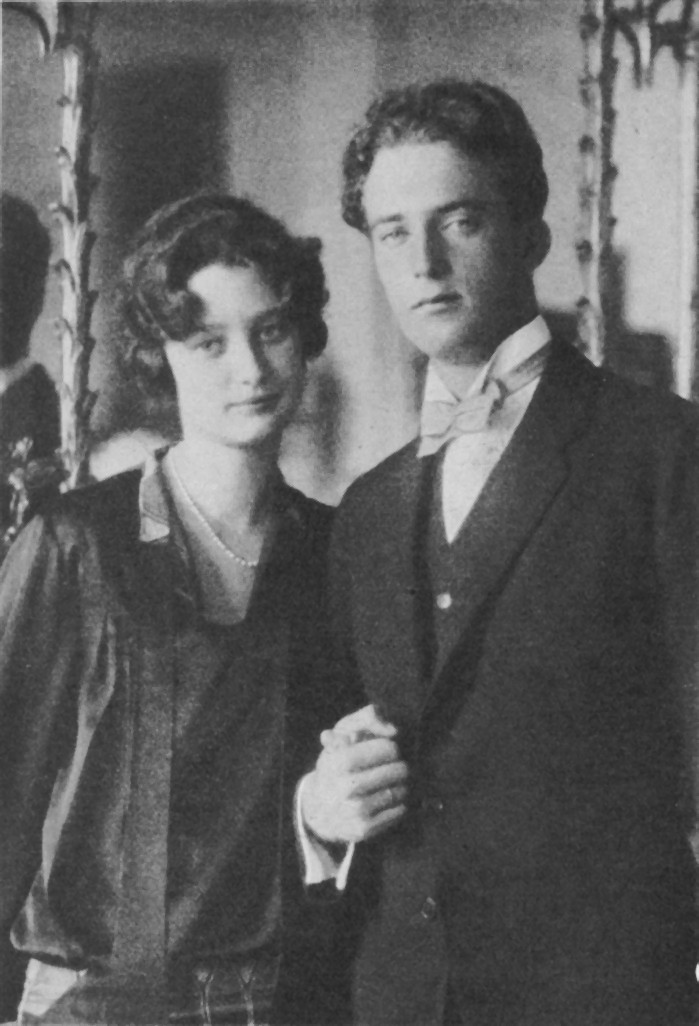
III. Lipót belga király és felesége Asztrid svéd hercegnő. A kép 1926-ban eljegyzésükkor készült

### A királyság kérdése
Lipót király magatartása a háború alatt jelentős ellenérzést váltott ki alattvalóiból: a házi őrizet ellenére a németekkel való kollaborálással vádolták. Visszatérésével kapcsolatban 1951-ben népszavazást írtak ki, ahol Flandria a király mellett foglalt állást, míg Vallóniában Liège és Hainaut tartományok ellene szavaztak, Namur és Luxembourg tartományokban a közvélemény megoszlott. Bár az eredmény inkább a királyt igazolta, de a szocialista párt tüntetéseket és sztrájkokat szervezett ellene Liège-ben, Hainaut-ban és más jelentős városokban. A politikai válság kiéleződését elkerülendő Lipót 1951. július 16-án lemondott a trónról az akkor 20 éves fia, Baldvin javára.
Lipót távolléte alatt (1945 és 1950 között Svájcban élt) Károly belga herceg mint régens képviselte a királyt.

## A háború utáni gazdasági fejlődés

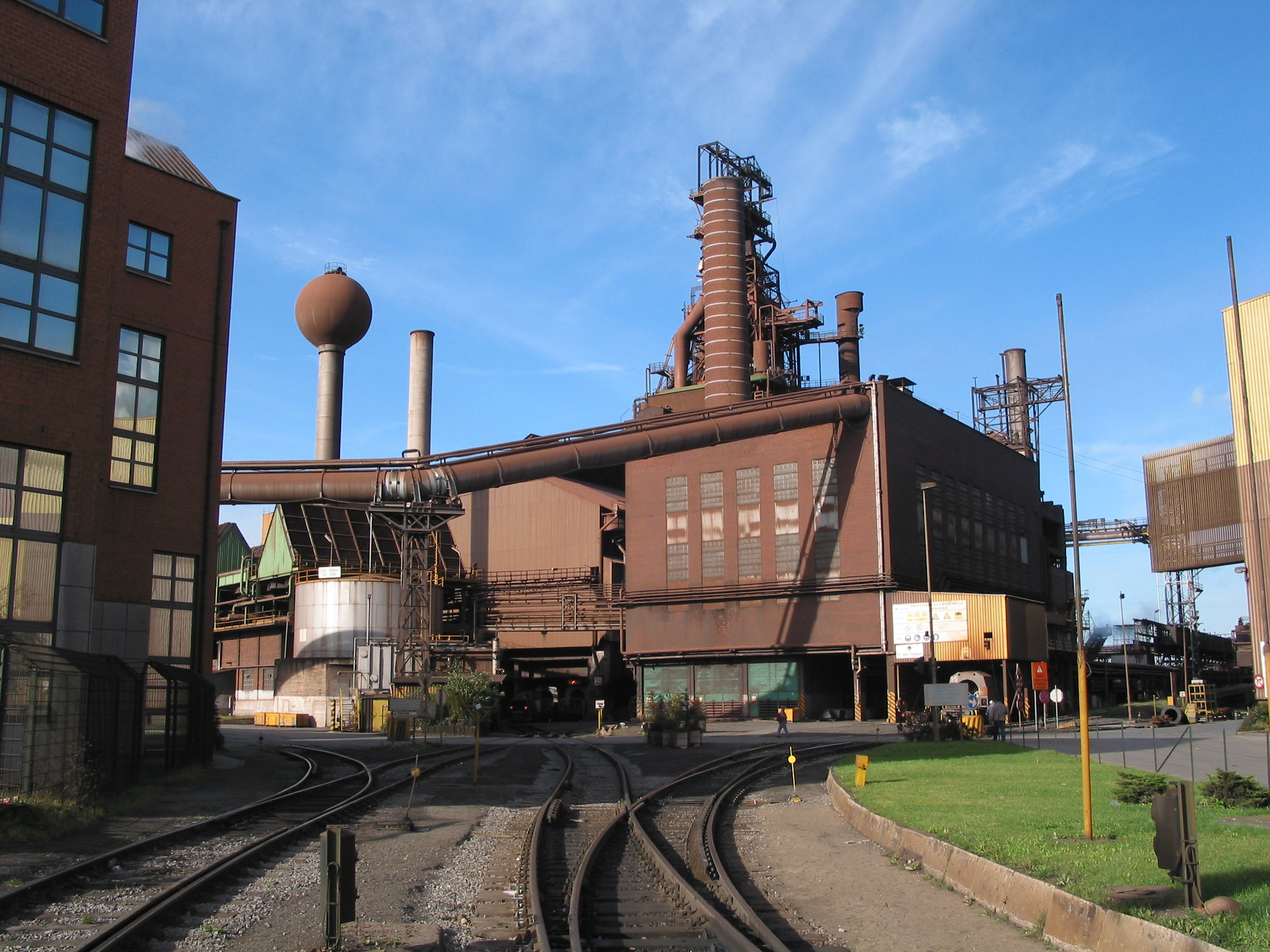
A Chassis du Bois szénbánya aknalejárata Vallóniában, Marcinelle közelében

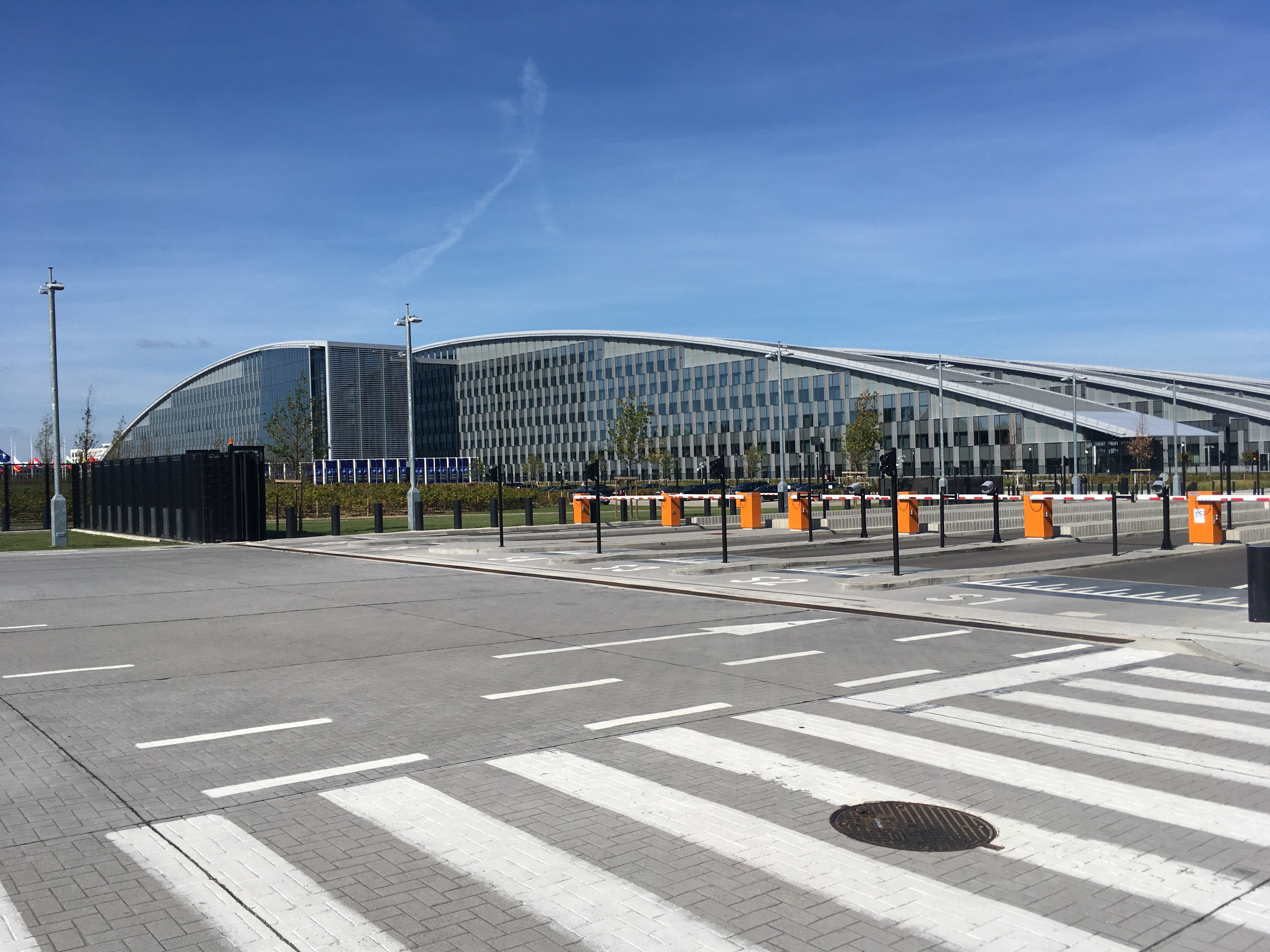
A NATO politikai székhelye Brüsszelben, az európai főparancsnokság (SHAPE) Mons városában található

A háború után megkezdődött a gazdaság és az ország helyreállítása és újjáépítése. Belgium, mint a NATO alapító tagja és az USA egyik szövetségese, természetesen részesült a Marshall-terv keretében nyújtott segélyekből. Emellett a belga kormány a keynesi közgazdasági elméleten alapuló gazdaságpolitikát vezetett és nagyszabású közberuházásokat indított: ekkor épültek például Belgium mai autópályái is.
A második világháború éles fordulópontot jelentett a Belgiumot alkotó két közösség viszonyában is. Flandriát és leginkább a mezőgazdaságra alapuló gazdaságát jelentős károk érték a háború során. A háborús újjáépítéshez nyújtott segítségnek, illetve az Európai Unió, európai országok közötti fokozatos gazdasági és politikai együttműködésnek köszönhetően a régió rohamos fejlődésnek indult. Ezzel szemben Vallónia fejlődése lassabb volt, bánya- és acélipari termékei iránt a kereslet nem nőtt akkora ütemben. A bányák könnyen kitermelhető részei már kimerültek, a maradék szén mélyen a föld alatt feküdt, ahonnan csak költségesen lehetett kitermelni. A háborút követő időszakban Belgiumban kb. 100 000 bányászt foglalkoztattak, de az utolsó vallóniai szénbánya 1982-ben bezárta kapuit, az utolsó bánya a flandriai Limburg tartományban 1992-ig működött.
Az acélipar számára az első európai projekt, az Európai Szén- és Acélközösség adta meg a kegyelemdöfést, a relatíve magas költséggel termelő belga kohók nem tudták felvenni a versenyt a közösség más országainak termelőivel.
Mindeközben Flandria gazdasága töretlenül fejlődött, köszönhetően Antwerpen kikötőjének, illetve a beáramló külföldi befektetéseknek. A kikötő köré az importált kőolaj feldolgozására alapuló üzemek olyan nagy számban települtek, hogy Houston után ez a világ legnagyobb petrolkémiai központja. Az amerikai befektetők is jelentős szerepet játszottak Flandria felvirágzásában: az Európai Gazdasági Közösség megalakulása után mindenképpen ki akarták használni a közös piacban rejlő lehetőségeket és Flandriában megbízható bázisra találtak.
Mindezek eredményeként a Flandriára eső nemzeti össztermék jelentősen megugrott: míg 1955-ben csak a belga GDP 45%-át termelték itt, ez a hatvanas évek végére 55%-ra ugrott.

### A szolgáltatóipar fejlődése
Hasonlóan a többi nyugat-európai országhoz, Belgium gazdasága is eltolódott a szolgáltató szektor felé, és jelenleg kb. 80%-os a részesedése a nemzeti össztermékből. A szolgáltatóipar fejlődését elsősorban megint Flandria használta ki, amely jól képzett és fegyelmezett munkaerőbázisra támaszkodva, illetve az ipari bázis hiánya miatt (amely Vallóniában jelentős támogatást kapott és ezzel forrásokat vont el a gazdasági struktúraváltás elől) villámgyors fejlődésnek indult. A mezőgazdaság, amely Flandria hagyományos gazdasági ágazata volt, szintén versenyképes marad: ma az átlagos flamand mezőgazdasági üzem 16.2 hektár földön gazdálkodik, elsősorban primőr gyümölcsöket és sertéshúst termel. Ehhez képest a vallón mezőgazdaság sokkal földigényesebb tevékenységet folytat: az átlagos farm 38,2 hektár területen szántóföldi növényeket, tejet termel és szarvasmarhát tenyészt.

### A „tökéletes” nyitott gazdaság
Belgium gazdasága helyzeténél (a világ egyik gazdaságilag legfejlettebb régiójának szívében) és adottságainál (sűrűn lakott, kis ország számottevő természeti kincsek nélkül) fogva mindig is nyitott volt. Már a középkorban is a belga termékeket az akkor ismert világ minden részén forgalmazták, Brugge és Antwerpen fontos szerepet játszott Európa gazdasági, kereskedelmi és pénzügyi életében is. A háború utáni gazdasági és politikai fejlődés következtében a nyitottság még jobban fokozódott: a 25 EU-s ország közül Belgiumban a legmagasabb az import és export aránya a GDP-hez képest, eléri a 83%-ot. Emellett Belgium állt az első helyen a GDP-hez viszonyított külföldi tőkebefektetések tekintetében is.
Belgiumban található a világ népességében kevesebb, mint 0,2%-a, de export-import tekintetében a rangsor 10. helyén található. Részesedése a világ exportpiacából 3,4%, az importpiacon 3%, míg a szolgáltatások terén 3,6%. Az egyik legjelentősebb export iparág az autógyártás: az itt gyártott kb. 900 000 Volvo, Opel, Volkswagen, Audi és Ford típusú autókból 95%-ot Belgiumon kívül értékesítenek, amely a belga export 15%-át jelenti. Belgium a világ legnagyobb gyémántexportőre és második legnagyobb csokoládé és margarinexportőre, harmadik helyen áll az üvegáruk, negyedik helyen a tojás, az üdítőitalok és az autók exportja terén.

### Európai és nemzetközi integráció
A második világháború tapasztalatain okulva Belgium a kollektív európai biztonság egyik jeles képviselője. Az ország az 1949-ben megalakult NATO egyik alapító tagállama és itt található a szervezet politikai központja és Brüsszelben ülésezik az Észak-Atlanti Tanács is. A NATO főtitkára 1957–1961 között Paul-Henri Spaak, illetve 1994–1995 között Willy Claes belga politikusok voltak.
Katonai részről az Szövetséges Erők Európai Legfelsőbb Parancsnoksága (SHAPE) szintén Belgiumban, a Mons-tól északra található Casteau-ban található, miután Franciaország 1966-ban kiutasította a NATO szervezeteket Párizsból. Szintén itt található a NATO kommunikációs ügynökségének, a NATO Consultation, Command and Control Agency (NC3A) 250 munkatársa is.
Belgium egyik alapító tagja volt a Benelux államok szervezetének, a Benelux-szerződést Hollandia és Luxemburg még 1944-ben aláírták, de csak a háború után jött létre a gazdasági és vámunió.
1951-ben mindhárom ország alapító tagja volt az Európai Szén- és Acélközösség-nek, majd 1958-ban szintén együtt csatlakoztak az Európai Gazdasági Közösséghez. 1958-ban a hágai szerződéssel létrejött a Benelux Gazdasági Unió, amely garantálta az áruk, a tőke, a munkaerő és a szolgáltatások szabad áramlását a három tagállam között. 1960-ban egységes útlevelet vezettek be.
Belgium alapító tagja volt az Európai Gazdasági Közösségnek, illetve az Európai Uniónak. Az Unió legfontosabb szervezetei közül a Bizottság és a Tanács központja is Brüsszelben található, illetve az Európai Parlament is tart rendszeres üléseket Brüsszelben.

## Belpolitika

### Az iskolaháború (1950–1959)

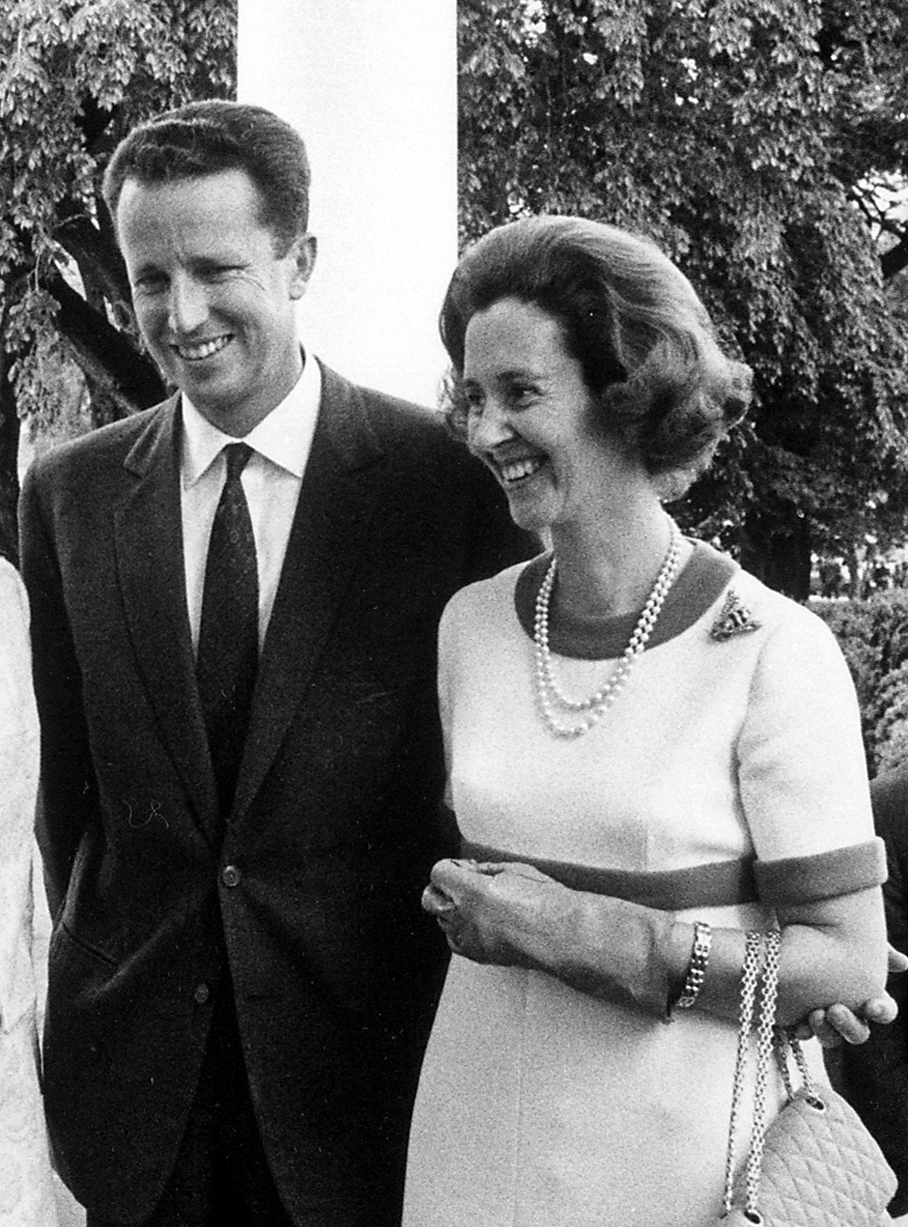
I. Baldvin belga király uralkodása során került sor az afrikai belga gyarmat, Kongó önállósodására

Az iskolaháború 1950 a kereszténydemokrata oktatási miniszter Pierre Harmel döntésével kezdődött, aki megemelte a nem-állami (vagyis katolikus) középiskoláknak járó állami támogatásokat és a tanárok fizetését. Az egyházzal szemben álló és az állami iskolákat favorizáló pártok (a liberálisok és a szocialisták) ellenezték a döntést és az 1955-ben alakult szocialista kormány oktatási minisztere, Leo Collard egyoldalúan megvonta a katolikus iskoláknak járó támogatásokat, illetve 110 katolikus tanárt eltávolíttatott a belga állami iskolákból. 1958-ban a három párt megkötötte az ún. Iskolaegyezményt, amely kompromisszumos megoldást hozott: fenntartotta a magániskoláknak juttatott állami támogatásokat és egyben lehetővé tette az állami oktatási szektor terjeszkedését (amit eddig a magánkézben lévő intézmények domináltak).

### A Kongó-válság (1960–1965)

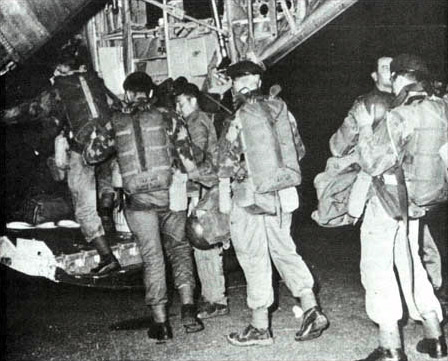
Belga kommandósok túszmentő akcióra készülnek a kongói válság során

A háborút követő gyarmati felszabadítási mozgalmak Kongót is elérték és a rendkívül kisszámú belga gyarmati közigazgatás (kb. 150-200 fehér köztisztviselő irányította a Belgium területénél 80-szor nagyobb gyarmatot) miatt hamarosan sikerre is jutott. A brit és francia gyarmatbirodalom felbomlását kísérő erőszakos cselekményekre és felszabadító háborúra nem került sor, de Belgium, rendkívül ellentmondásos módon, szerepet játszott Patrice Lumumba meggyilkolásában. Baldvin belga király 1960. június 30-án jelentette be Kongó függetlenségét, és ezután a volt gyarmat a Zaire nevet vette fel.

### A Zwartberg-tragédia
1966. január 31-én kb. 500 sztrájkoló bányász a zwartbergi bányából a waterschei bánya felé indult, hogy ottani kollégáikat a sztrájkhoz való csatlakozásra szólítsák fel. A waterschei bánya bejáratát a belga csendőrség egyik alakulata zárta le, akiket a túlerőben lévő bányászok bekerítettek. A kialakuló helyzetben a bányászok megállítottak egy közelben elhaladó teherautót és a rakományt alkotó fadarabokat a csendőrökre kezdték dobálni. A parancsnok ekkor tűzparancsot adott embereinek, akik először a levegőbe lőttek, majd a tüntetőkre tüzeltek. A lövések következtében a helyszínen meghalt Jan Latos és Theo Van Hecke, a nap folyamán egy könnygázgránáttól szerzett fejsérüléseibe belehalt Valère Sclep.
A tragédia hírére a belga kormány visszavonta a csendőröket és a közrend fenntartásával a belga hadsereg egyik ejtőernyős osztagát bízta meg. A tiltakozások és tüntetések egészen február 3-áig folytatódtak, amikor a bezárásra ítélt bányák dolgozói és vezetői megállapodásra jutottak.

### A nyelvi háborúk

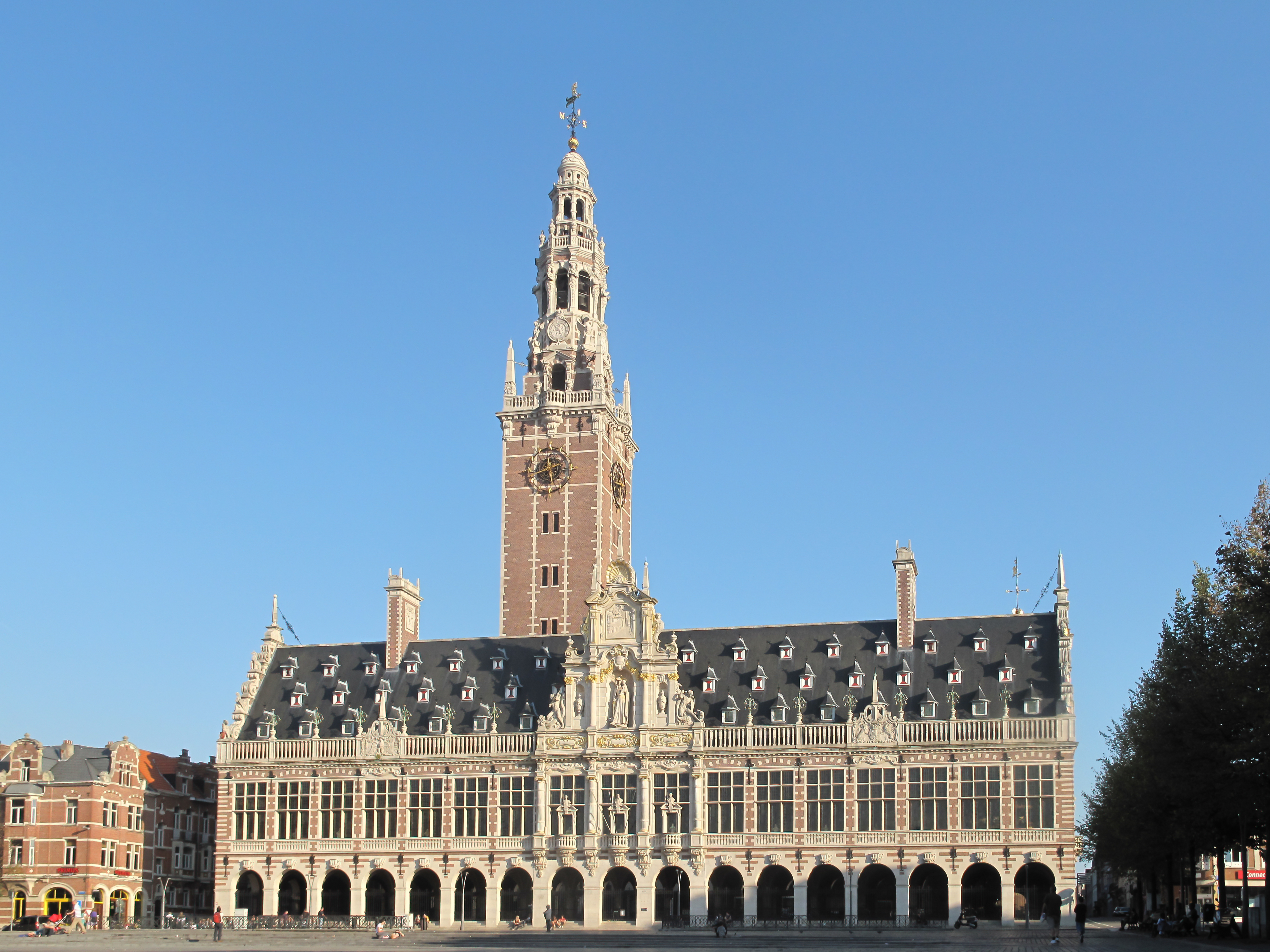
A nyelvi kérdés egyik megoldása: a leuveni katolikus egyetem kettévált flamand és francia nyelvű oktatási intézményekre

A flamand gazdasági és nemzeti érzés erősödésével járt együtt a politikai hatalom eltolódása a korábbi francia elittől a flamand politikusok irányába (akik mindig is a lakosság többségét képviselték). A helyzetet jellemzi, hogy csak 1967-ben került sor a belga alkotmány holland nyelvű verziójának hivatalos elfogadására.
A vallon és a flamand nemzetiségűek közötti feszültség 1968-ban a nyelvi kérdésben éleződött ki: a Leuveni Katolikus Egyetem két részre oszlott, a flamand nyelvű Leuveni Katolikus Egyetem és a francia tannyelvű Université Catholique de Louvain-ra. A kérdés a Paul Vanden Boeynants vezette kormány bukásához vezetett 1968-ban.
A nyelvi csatározások egyik aránylag kevés erőszakot hozó összecsapására Voerenben került sor a flamand aktivista Taal Aktie Komitee csoport és a vallon vezető Jose Happart között.

### A szövetségi állam kialakulása

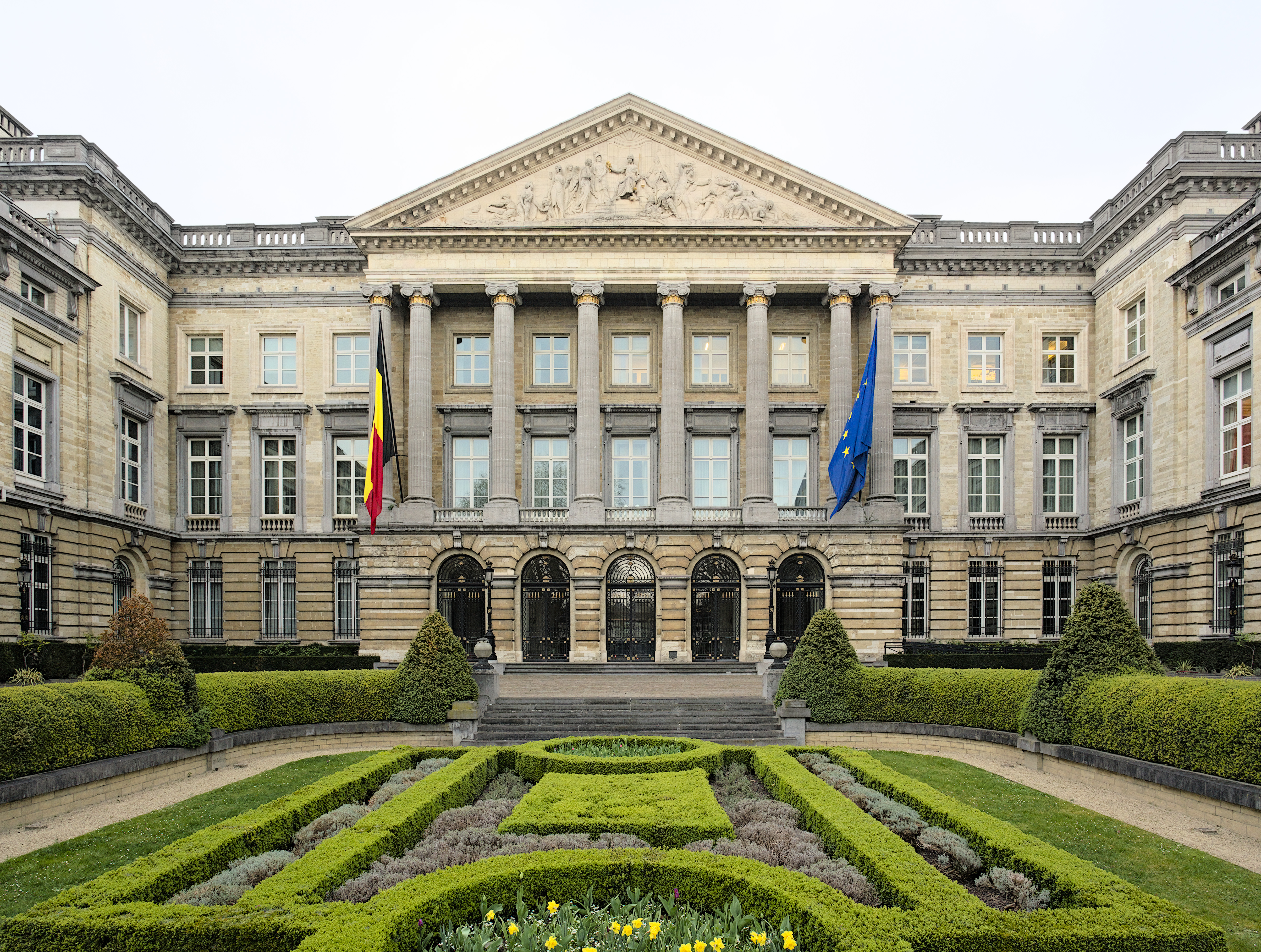
A belga szövetségi parlament épülete. Mindhárom régió és mindhárom közösség rendelkezik saját parlamenttel

A két nagy nyelvi-kulturális csoport, a vallonok és a flamandok között kiéleződő viszony rendkívül instabillá tette a belga politikai életet és egymást követő kormányok buktak meg emiatt. 1962-ben fogadták el a két közösség közötti nyelvi határt megszabó Gilson-törvényt. A három legnagyobb párt, a liberálisok, a kereszténydemokraták és a szocialisták, a választói bázisnak megfelelően francia és holland részre bomlottak fel.
A nyelvi határ kijelölése természetesen nem járt újabb konfliktusok nélkül, számos tartomány, megye és önkormányzat határát módosítani kellett a lakosság nyelvi hovatartozásának függvényében: például Mouscron a vallóniai Hainaut tartomány része lett, míg Voeren Limburg-hoz került. Mivel számos önkormányzatban így is a másik nyelvhez tartozó jelentős számú kisebbség élt, 25 önkormányzatban úgynevezett nyelvi létesítményeket hoztak létre, azaz a kisebbség nyelvén is lehetett hivatalos ügyeket intézni.
1963. augusztus 2-án lépett életbe a második nyelvi törvény, amely négy részre osztotta fel Belgiumot nyelvi szempontból.
- a francia nyelvű Vallónia
- a flamand nyelvű Flandria
- a német nyelvű, de hivatalosan Vallóniához tartozó német közösség
- valamint Brüsszel és környéke, amely hivatalosan is kétnyelvű lett.

1970-ben az első államreform eredményeként megszületett a holland, a francia és a német kulturális közösség, amely részben a flamand önállósági követelésekre adott (az egyik felet sem kielégítő) megoldást. A szintén 1970-ben elfogadott alkotmánymódosítás értelmében kialakult a három, önálló jogosítványokkal rendelkező régió, amely a Brüsszeli régió és Vallónia nagyobb gazdasági autonómia elérésére irányuló törekvéseit igyekezett kielégíteni.
Az 1980-as második államreform eredményeként a kulturális közösségek átalakultak részleges önkormányzattal és helyi parlamenttel rendelkező Közösségekké. Mind a Flamand, mind a Vallon Közösség, illetve a Német Nyelvi Közösség megörökölte a kulturális közösségek kompetenciáit, elsősorban a helyi kultúra és oktatás területén. Ezen felül felelősek lett az személyhez köthető politikai ügyekért, azaz a szociális, egészségügyi és ifjúságpolitikáért is. Ugyanebben az évben alakult meg a Belgiumot alkotó két legnagyobb régió, Flandria és Vallónia is. Flandria 1980-ban úgy döntött, hogy a régiós és a közösségi intézményeket egybeolvasztja a régiós kormányzatba, Vallóniában ezek a mai napig elkülönülten működnek. Bár a Brüsszeli régió megalakulására már az 1970-es első államreform utalást tett, de erre most sem került sor.
Az 1988–89-es harmadik államreform, amelyet Wilfried Martens miniszterelnök vezényelt le, Brüsszel-Fővárosi régió néven önálló régió alakult, amely szintén része a szövetségi államberendezkedésnek. A régió hivatalos kétnyelvűségére tekintettel mind a francia, mind a flamand nyelv használata megengedett a hivatalos életben, de kulturális tekintetben a flamand közösség irányítása alá tartozik Brüsszel. A fővárosi régiót 19 önkormányzat alkotja.
A harmadik államreform tovább bővítette a régiók és a közösségek kompetenciáit, az egyik legjelentősebb terület, amely kikerült a szövetségi állam befolyása alól, az oktatás volt.
Az 1993-as negyedik államreform, amelyet Jean-Luc Dehaene miniszterelnök vezetett be, konszolidálta és egységesítette az előző három reform intézkedéseit és eredményeit, és hivatalosan is megalapította a szövetségi államot. Az alkotmányt módosították, amelynek az első cikkelye így szól: „Belgium szövetségi állam, amelyet közösségek és régiók alkotnak.” A negyedik államreform újabb feladatokat utalt le a régiók és a közösségek hatáskörébe, és ennek megfelelően növelték azon finanszírozását, illetve pénzügyi hatáskörét. További változás volt, hogy a közösségek és a régiók parlamenti képviselőit közvetlen szavazással lehetett megválasztani, felosztották a korábbi Brabant tartomány a nyelvi megoszlásnak megfelelően Flamand-Brabant és Vallon-Brabant tartományokra, valamint megreformálták a szövetségi parlamentet és a szövetségi kormányt is.]
A közösségek és régiók első parlamenti választására 1995. május 2-án került sor.
Bár a negyedik államreform végére a szövetségi kormány korábbi feladatkörét jócskán megnyirbálták, az államreform folyamata korántsem fejeződött be. A Guy Verhofstadt miniszterelnök vezetése alatt 2001-ben elfogadott ötödik államreform révén megint újabb hatáskörök kerültek a közösségek és a régiók felügyelete alá, ebben az esetbe a mezőgazdaság, a halászat, a külkereskedelmi politika, a vidékfejlesztés, a választási pénzügyek és a pártfinanszírozás felügyeletének területén. A régiók felelősségi körébe ment át 12 helyi adónem meghatározásának és behajtásának kötelezettsége, valamint a helyi és tartományi kormányzat is a régiók közigazgatásának része lett. A régiók felügyelete alatt tartott első parlamenti és helyi önkormányzati választásokra 2006-ban került sor.
A Brüsszeli régió intézményeit is érintette ez a reform, aminek eredményeként lehetővé vált a flamand anyanyelvű brüsszeli lakosok képviselete a Brüsszeli régió parlamentjében (ezeket korábban csak a flamand régió parlamentje képviselhette, amely viszont hivatalosan nem avatkozhatott be a brüsszeli régió ügyeibe).
A 2007-es belga választások eredményeként várható volt, hogy újabb reformokra kerül sor, legalábbis a flamand pártok, politikai meggyőződéstől függetlenül, továbbra is támogatták a devolúciós folyamatot. Bár a kormányalakítás folyamata megakadt a reformok várható kiterjedésén és tárgyán, de az új kormánynak feltehetően minél előbb rendezni kellett az oktatási kérdést, illetve a Brussels-Halle-Vilvoorde választókerület körüli vitákat.

### A belga gazdasági csoda vége
Az olajválság hatására 1973 és 1981 között egész Nyugat-Európában megtorpant az addig tartó intenzív gazdasági fejlődés. A belga kormányok anticiklikus gazdaságpolitikát próbáltak folytatni, és a gazdaság stimulálása érdekében tetemes államadósságot halmoztak fel. Az adósságtörlesztés elmulasztása, illetve a kamatok felhalmozódása miatt a belga államadósság 1993-ra elérte a GDP 137%-át. Az Európai Uniót létrehozó maastrichti szerződés, illetve az eurozóna megalakulását megelőző konvergencia-kritérumoknak való megfelelés kényszere elég volt ahhoz, hogy a kormányt a pénzügyek átszervezésére kényszerítse. Az ország szerencséjére sosem vesztette el a tőkepiacok bizalmát és sosem kellett extra kamatot fizetni az állami adósságokra, ennek egyik oka, hogy a belgák hagyományosan takarékosak és a fejlett országok közül Belgiumban az egyik legmagasabb a megtakarítási ráta.
2000-től az állami költségvetés egyensúlyban van (az adósságtörlesztés előtt), és a 2007-től prognosztizált költségvetési többletet a kormány az ún. Ezüstalapba kívánja fektetni, amely a lakosság rohamos elöregedésének negatív hatásait hivatott enyhíteni. Az államadósság szintje a jelenlegi hiteltörlesztési ráta fenntartásával 2009-re várhatóan a GDP 79%-ra csökkent.

### A Marc Dutroux-ügy
1996-ban a belga politikai és igazságszolgáltatási rendszert hatalmas botrány rázta meg, amikor a rendőrség letartóztatta Marc Dutroux-t és többrendbeli gyilkossággal, valamint emberrablással vádolták meg. A belga lakosság úgy érezte, hogy a rendőrség nem cselekedett időben, nem vette őrizetbe Dutroux-t és bűntársait, akiknek sikerült hat kislányt elrabolni, (Julie és Melissa, An és Eefje, Sabine és Laetitia), akik közül négyet meg is öltek (Sabine-t és Laetitiát a rendőrség időben kiszabadította). Dutroux 2004 márciusában állt bíróság elé és életfogytiglani börtönbüntetést kapott.
A botrányt kísérő parlamenti meghallgatások során kiderült, hogy az ország legfontosabb rendőri szervei rendkívüli inkompetencia, bürokrácia és belső hatalmi harcok miatt voltak képtelenek hamarabb feltárni a bűntényt. Ezen felül az igazságszolgáltatási rendszer működését is hasonló problémák nehezítették: bürokrácia, az áldozatokkal való elégtelen kommunikáció és bánásmód, nehézkes eljárások és a bűnözők számára rendelkezésre álló számtalan kiskapu. Olyan hírek is felröppentek, hogy Dutroux-t politikusok vették védelmükbe, mert Dutroux egyik vallomásában az állította, egy országos pedofil-hálózat tagja, amelyben politikusok is benne vannak. Dutroux esetéhez nagyon hasonlít a Brabant tartományban elkövetett vérengzések, ahol az elfogott tettesek azt vallották, hogy politikusok utasították a gyilkosságok elkövetésére.
1996. október 26-án mintegy 300 000 belga tüntetett Brüsszelben a fenti problémák miatt és a rendőrség, valamint az igazságszolgáltatás reformját követelték. A megmozdulás a demokratikus Belgium egyik legnagyobb tömegrendezvénye volt, amelyet csak "fehér menet"-nek (francia: "Marche Blanche", holland: "Witte Mars") emlegetnek. Szemtanúk szerint olyan forró volt a hangulat, hogy kis híján összecsapásokra, forradalomra is sor kerülhetett volna.

### A zöld pártok felemelkedése
A hagyományos három (majd a nyelvi felosztás után hat) nagy párt, illetve az ezeket kiegészítő regionális pártok politikai egyensúlyát zavarta meg Belgiumban a környezetvédelem jelszavát zászlajukra tűző zöld pártok megjelenése. A flamand Agalev (most Groen!), illetve a francia nyelvű Ecolo a Dutroux-botrányt és a dioxin-mérgezés követően jelentős befolyásra tettek szert. A utóbbi, amikor kiderült, hogy a megengedett szintnél lényegesen több dioxint tartalmazó csirkehúst hoztak forgalomba Belgiumban, csak pár nappal az 1999-es választások előtt robbant ki.

Az 1999-es választásokon a kereszténydemokrata kormány súlyos vereséget szenvedett, nem kis részben a pár nappal korábban kirobban dioxin botránynak köszönhetően és Jean-Luc Dehaene miniszterelnök 8 éves kormányzási periódusa befejeződött. Guy Verhofstadt vezetésével a liberálisokat, szocialistákat és a zöldeket tömörítő koalíciós kormány alakult. 1958 óta ez volt az első eset, hogy a belga kormányban nem kapott helyet a flamand kereszténydemokrata párt – a Christelijke Volkspartij vagy mai nevén Christen-Democratisch en Vlaams (CD&V).

### Belgium napjainkban
1996-ban a koszovói válság idején 600 belga ejtőernyős katona vett részt a NATO által vezetett Operation Allied Harbour hadműveletben, amelynek során védelmet és segítséget nyújtottak a szerbek elől Albániába és Macedóniába menekült koszovói albánoknak. Még ugyanabban az évben a NATO beavatkozásának köszönhetően 1100 belga katona vett részt a NATO-vezetésű KFOR békefenntartó alakulat tevékenységében. 1999 decemberében a belga szövetségi kormány bejelentette, hogy aktív külpolitikát szándékozik folytatni, elsősorban Közép-Afrikában, ahol Belgium korábbi gyarmata, Kongó is található
1999 júliusában a belga törvényhozás elfogadott egy törvényt az ország hét nukleáris reaktorának bezárásáról. A flamand liberálisok és a zöld Groen! párt által támogatott törvény közel negyven év működés után, újabbak építése nélkül kívánja felszámolni az atomenergia-szektort Belgiumban. Mivel a döntést nem kísérte konszenzusos megegyezés minden párt részéről, ezért elemzők szerint várható, hogy a törvényt a következő, zöldek nélkül megalakuló kormány visszavonja.. A 2003-as választások után a zöldek nélkül megalakuló Verhofstadt-kormány eddig ezt nem tette meg és erre nem is mutat semmilyen jel  miután a 2002-es tihange-i üzemi baleset részben az atomenergia ellen fordította a közvéleményt. A CD&V 2006-ban javasolta a leszerelési szándék újragondolását, és a 2007-es választásokon is előkerült az atomenergia kérdése.
1999. január elsején Belgium bevezette az eurót, mint elszámolási fizetőeszközt és néhány évvel ezután a belga frank megszűnt létezni. A korábban már rögzített átváltási arány szerint 1 EUR = 40,3399 BEF volt. Az euró pénzérméket és bankjegyeket 2002. január elsején hozták forgalomba, a régi, frank érmék és bankók február 28-ig voltak használhatók.
Belgium nem támogatta az USA által létrehozott Irak-ellenes koalíciót és hivatalosan is elítélte az iraki beavatkozást. A Guy Verhofstadt által képviselt hivatalos álláspont szerint Szaddám Huszeinnek el kell hagynia Irakot, le kell mondania hatalmáról és a tömegpusztító fegyverek előállítására irányuló törekvéseiről, de mindezt csak diplomáciai úton lehet kikényszeríteni. A katonai akciót csakis az ENSZ jóváhagyásával tartotta lehetségesnek.
2003. január 30-án Belgium lett a világon a második ország, amely hivatalosan elismerte az azonos neműek házasságát. Azonban az elfogadott törvény értelmében az azonos nemű párok nem fogadhatnak örökbe gyereket, valamint az azonos nemű házaspár egyik tagjának született gyermeke fölött a másik tag nem rendelkezik szülői jogokkal. 2005. december 1-jén a parlament alsóháza elfogadta a szocialista SP.A javaslatát, amely engedélyezte az azonos neműek házasságán belüli örökbefogadást, vagyis a párok hivatalosan is szülői jogokat élvezhettek ezután.

## Fordítás
Ez a szócikk részben vagy egészben  a   History of Belgium című angol Wikipédia-szócikk ezen változatának fordításán alapul.  Az eredeti cikk szerkesztőit annak laptörténete sorolja fel. Ez a jelzés csupán a megfogalmazás eredetét és a szerzői jogokat jelzi, nem szolgál a cikkben szereplő információk forrásmegjelöléseként.